# 川上ゆう
川上 ゆう（かわかみ ゆう、1982年3月3日 - ）は、日本のAV女優。ワイズプロモーション所属。
2004年から2007年春まで「森野 雫（もりの しずく）」として活動していた。

## 来歴
2004年11月15日『近親白書 母親失格』（マドンナ）にて紫彩乃の娘役・森野雫として公式デビュー。
2007年5月25日発売の『悦虐団地妻』（シネマジック）を最後に引退したが、同年9月1日発売の『奴隷市場の女』（シネマジック）で「川上ゆう」に改名し再デビューする。
この改名・再デビューについて、自身の公式ブログ（2007年12月30日に開設）のトップに、「森野雫はロリでした。そしてどちらかと言うと痴女系。でもロリは長くは続けられない。もうロリって歳でもないし。川上ゆうは色んな顔を持っていると思う。森野のノリも嫌いじゃないので機会があればまたやりたいな。そして賛否両論あるけれどSMも好き。やってみたかったからいーの。別にお金に困ってSMしたわけじゃありませんので。私、どこまで出来るか分からないけれど頑張るね。」と記載している。
2011年3月7日、スカイパーフェクTV!の「スカパー!アダルト放送大賞2011」にて熟女女優賞を受賞。2012年、アダルトビデオ30周年記念企画(AV30)として2012年1月5日 - 2月29日に行われた人気投票で、45位に選ばれた。
2024年現在、SM作品のみならず多彩なジャンルで活躍している。
2024年5月31日、スカパー!アダルト放送大賞の系譜を継ぐEXガールズに就任（メンバーは川上ゆう、新村あかり、森沢かな、吉根ゆりあ）。6月26日にお披露目会を開催。2025年3月30日、東京・レフカダ新宿での「EXガールズ」メンバーの卒業を記念した「EXガールズ卒業イベントFunFan感謝祭」でユニット卒業。
同年4月28日週FANZA通販フロアランキングにおいて『ヤリマンワゴンが行く！！ハプニング ア ゴーゴー！！川上ゆうと翔田千里とリズの珍道中 衰え知らずのケダモノコンビ襲来！凄腕性豪コンビネーションで素人精子を徹底搾取！』（桃太郎映像出版）が初登場6位を記録。

## 人物
- サイン会などでの好感度からファンを大切に思うAV女優として知られ、自身が主催し写真撮影会を不定期に開催している。
- 肛門の美しさには定評があり、作品中でクローズアップされることも多い。
- 2018年11月29日、新宿歌舞伎町にラウンジバー「Labyrinth（ラビリンス）」を開店[7]。
- 伊織涼子とともに「エロ本2大クイーン」の異名を持つ[8]。
- 2020年12月に発表された「FLASH 2020年現役最強セクシー女優BEST100」読者投票・第25位[9]。

## 賞歴
- 2009年 - 最優秀主演若妻大賞。
- 2009年 - ペンスペ熟女アワードグランプリ。
- 2009年 - 熟-1グランプリ。
- 2009年 - マドンナハウスAV女優大賞。
- 2011年 - スカパー！アダルト放送大賞熟女女優賞。
- 2017年 - みうらじゅん賞。

## 作品

### アダルトビデオ

#### 森野雫 名義
- 近親白書 母親失格 3（2004年11月15日、マドンナ）デビュー作　共演:紫彩乃

- 女子校生と不倫旅行（1月30日、メディアステーション）オムニバス作品（Couple3:しずく）
- 元祖！女子高生痴女集団にオモチャにされてみませんか？（2月10日、ドグマ）共演:日高ゆりあ、藍山みなみ、宮地奈々
- 8人ゲットするまで帰りません 冬休みスペシャル（3月4日、KUKI）オムニバス作品(chapter 4)
- めがねっ娘…。2（3月27日、メディアステーション）オムニバス作品(chapter 9)
- 美少女☆粘液系（4月10日、ドグマ）
- ボクのお姉ちゃんはいぢめられっこ（4月24日、メディアステーション）共演:藤森かおり、西条麗、仲根みさき
- お姉さんが犯してあげる31（6月4日、クリスタル映像）オムニバス作品（scene.1 社会人らしくHしなさいっ！）
- GIRLS*MIX 16（6月10日、アリスJAPAN）オムニバス作品(chapter 4)
- 制服カメラ「しずく18歳」（6月10日、ドリームチケット）
- MoeWalker 萌える女の子食べ放題特集（6月15日、NEXT GROUP）オムニバス作品(chapte 5)
- 女子校生 憧れの黒タイツ（6月20日、NEXT GROUP）オムニバス作品(chapter 2)
- 花＊女子大生 4 やっぱり君が好き（6月20日、NEXT GROUP）オムニバス作品（chapter 3：文学部2年 森野雫）
- 酔娘伝 十四章（8月12日、桃太郎映像出版）オムニバス作品(chapter 3)
- 燃えたぎる人妻 2 貞淑女が淫らになる瞬間（8月20日、NEXT GROUP）オムニバス作品(chapter 4)
- ふたりが痴女でナースで僕、入院中。（9月9日、ビッグモーカル）共演:三浦萌
- 犯せ！黒タイツ女子校生（9月16日、メディアステーション）オムニバス作品(chapter 1)
- 癒らし。VOL.9（10月4日、アウダースジャパン）
- キモ男と女子大生のベロベロちゅうちゅう（11月2日、グローリークエスト）共演:高崎もえ
- 責め好き少女が増えている。（11月19日、ドグマ）
- Miss.Child Play 森野雫に犯されたいMオヤジ（12月1日、グローリークエスト）
- 言葉責め妄想 痴女におまかせ（12月4日、タカラ映像）
- チンポを見たがる女たち20特別編 みやすのんき学園スペシャル（12月13日、MOODYZ）共演:瀬名涼子、早乙女みなき、宮地奈々、日高ゆりあ

- ふたなりレズビアン2 かわいそうなデカマラ少女（1月19日、ドグマ）共演:宮地奈々
- 欲しがりナース逆レイプ（1月25日、ネクスト）オムニバス作品
- 淫女ご奉仕（2月4日、タカラ映像）他出演:菅野亜梨沙、柚月ひかる
- 未公開映像!3人の美女が密室で濃厚な接吻と最高に猥褻なセックス（2月19日、ドグマ） 共演：天衣みつ、仲村もも
- 中出し新入社員 3（3月4日、タカラ映像）共演:小林かすみ
- ロリ美少女森野雫をエロジャッチ （3月10日、パラダイスTV）
- Beauty×Body（3月26日、メディアステーション）※「女子校生と不倫旅行」の短縮版を収録。
- HIGH SCHOOL FUCK（4月1日、アイデアポケット） 共演：綾野みゆき、山崎恭香、早乙女未央
- 女子校剣道部集団ジャック2（4月21日、笠倉出版社） 共演：清原りょう、中塚愛、今川留衣
- キケンな三姉妹 〜お姉ちゃんたちに犯される毎日〜（5月7日、プレミアム）共演:麻生岬、森咲小雪
- ハイパーデジタルモザイク フェラチオ44人撮り下ろしました(5月13日、MOODYZ）企画物・出演時間6分
- お尻（5月19日、メディアブランド）※イメージ作品。
- 競泳水着フェティシズム 7（5月19日、メディアブランド）※イメージ作品。
- ニーソックスフェティシズム 2 絶対領域宣言（5月19日、メディアブランド）※イメージ作品。
- Lovely Time 08（6月8日、イフリート）
- 競泳水着フェティシズム 8（6月16日、メディアブランド）※イメージ作品。
- 微乳・貧乳 アンダーCカップコレクション（6月16日、メディア・アーツ）オムニバス作品
- 若妻のビラビラ（6月16日、メディア・アーツ）オムニバス作品
- 完全服従!美少女メイド〜僕だけの召使い（7月10日、パラダイスTV）
- ふたなりズム3（7月19日、ドグマ） 共演：米倉夏弥、天衣みつ、泉まりん、麻倉みお、桜沢まひる、大粒ルイ、ミュウ
- 穴があったら入りたい 第八幕（7月22日、アテナ映像） オムニバス作品
- 萌え萌えペット 〜ネコ耳娘飼育計画〜（7月20日、イマージュ）※Moe Walker総集編。
- 中出し仕置き人登場! 生意気コギャル女子校生痴漢生中出し（7月28日、おかず。（ケイ・エム・プロデュース）） 共演：楓アイル、麻生岬、葵えみり
- 美少女初アナル（8月4日、タカラ映像）
- AV会社で一週間働いてみませんか?（8月17日 ブリット） オムニバス作品
- 女の口は嘘をつく 雌女anthology#036（8月18日 アウダースジャパン）
- 奥様欲情日記 お義兄さんやめて、さわらないでッ（9月22日、アテナ映像） 共演：安佐神しおり、玉置マリア、水沙和みづほ
- 甲斐正明は面接でもヤリたい放題（10月20日、ホットエンターテイメント） 共演：椎名りく、柚原まこと、芹沢明菜
- 森野雫のアナルイキッパ!3（11月10日、グローリークエスト）
- 催眠 赤 DX IV W IMPACT〜ドキュメント編〜（12月1日、アウダースジャパン）共演:姫野愛
- 催眠 赤 DX IV W IMPACT〜Wmc編〜（12月1日、アウダースジャパン）共演:姫野愛
- 催眠 赤 DX IV W IMPACT〜スーパーコンプリート編〜（12月1日、アウダースジャパン）共演:姫野愛

- バスト豊胸術女性専用ビューティーサロン（1月5日、V&Rプロダクツ） 共演：池野朋、雪見紗弥、瀬咲るな、望月るい
- ドスケベナース天国（1月19日、アレックス） 共演：滝沢優奈 他
- 夫の知らない妻の異常性欲（1月25日、ネクストイレブン）※「燃えたぎる人妻 2」短縮版を収録。
- エロ召使いしずく（3月13日、BRAVO）
- 女子校生イカセ実験（4月20日、レアル・ワークス）
- 悦虐団地妻（5月25日、シネマジック）
- 女子高生★Hi（11月23日、T&M）オムニバス作品・「エロ召使いしずく」再編集版
- 萌Mの少女（11月23日、T&M）オムニバス作品・「エロ召使いしずく」再編集版
- ペニバンメイド（12月14日、T&M）オムニバス作品・「エロ召使いしずく」再編集版

#### 川上ゆう 名義
- 奴隷市場の女（2007年9月1日、シネマジック）改名後デビュー作
- SM軍事医療研究所（11月18日、SMグッズのエピキュリアン） 共演：辰神麗子、西谷ひかる
- 恋するおむつ少女（11月23日、三和出版）
- 嗜虐のインセックス（12月21日、h.m.p） 共演：風間ゆみ、小栗杏菜、篠原ケイ

- 若妻 AV志願（2月18日、スカッド）※しずく（25歳）＝「若妻のビラビラ」と同じ内容。
- 奴隷市場の女 2（4月1日、シネマジック） 共演：吉永あき
- 秘湯美人（6月7日、グラフィス）
- 人妻 -特濃ハメハメ温泉旅行- 川上ゆう 27歳（6月10日、大洋図書）
- 美少女生贄夢残（7月10日、大洋図書）
- RETURNER 痴女（8月8日、大洋図書）
- 色っぽい女を 縛る/吊るす/犯す（8月10日、FAプロ）オムニバス作品
- あ〜 中年男 妻に先立たれた父の生き甲斐は義娘を抱く事/夫に先立たれた母、義息子を慰み者に（8月25日、FAプロ）オムニバス作品
- 大人たちがする ゴムをはめないナマナマしい 発情SEX（8月25日、FAプロ）オムニバス作品
- どれい妻 2（9月1日、中嶋興業）
- 禁断のランジェリー（9月5日、アウダースジャパン） 共演：加藤ツバキ、藤宮櫻花、吉澤レイカ
- DOKIレズ 26（9月5日、アウダースジャパン） 共演：藤宮櫻花、加藤ツバキ、吉澤レイカ
- 男に飢えた女たちの群れ 脱走女囚（9月10日、FAプロ）共演：今井ゆり
- 自宅に訪問してきた販売員や宗教?! 勧誘、営業の女にHなことしたヤツ!撮影して投稿して下さい!（9月13日、カルマ）オムニバス作品
- 監督二村ヒトシが素人妻のエロスを極限まで引き出すドキュメント（9月22日、光夜蝶）
- 大胆不敵・破廉恥野外SEX もちろんゴムなし!（9月25日、FAプロ）オムニバス作品
- 続・美少女生贄夢残（9月26日、大洋図書）
- 首輪の奉仕犬（10月1日、シネマジック）
- 禁断のカウンセリング（10月3日、アウダースジャパン） 共演：今野梨乃、一戸のぞみ、高原智美
- DOKIレズ 27（10月3日、アウダースジャパン） 共演：高原智美 他出演:今野梨乃、一戸のぞみ
- しつけてください 若妻・奴隷志願 ゆう26歳（11月5日、ドリームチケット）
- M男クンの手錠のカギ、貸します（11月5日、ワープエンタテインメント） 共演：結城かれん
- 昭和ブルーフィルム(5)（11月10日、FAプロ）オムニバス作品
- 添い寝（11月22日、しのだプロジェクト） 共演：鮎川なお、Marin.、加藤ツバキ、根本恵津子
- 「私的撮影」（11月29日、大洋図書）
- TABOO 01（12月2日、プレステージ）
- ゆうのおしおき日記 No.1（12月7日、三和出版）
- もうどうなってもいい…禁親相姦悦楽地獄（12月10日、FAプロ）オムニバス作品
- おはズボッ 匂いたつフェロモン美熟女スペシャル（12月12日、アテナ映像）オムニバス作品
- 息子に犯される 義母哀歌（12月19日、アカデミック）
- ザ・筆おろし 45（12月19日、クリスタル映像） 共演：桃咲まなみ、向坂美々、白鷺ゆい
- ヘンリー塚本の 性欲を刺激する 有害図書(2)（12月25日、FAプロ）オムニバス作品
- お嬢さまはバックがお好き 5（12月26日、KMP）オムニバス作品

- チクビ快感伝道師（1月5日、ワープエンタテインメント）
- Domestic Violence 家庭内暴力（1月9日、ビッグモーカル） 共演：葉月由良、花純
- 躾と調教 悦虐のドッグカフェ（2月1日、シネマジック） 共演：柳田やよい
- 街行く清楚な人妻をナンパして浣腸&中出しFUCK!（2月1日、ヴィ）オムニバス作品
- 義父に犯されて…嫁いぢり（2月7日、マドンナ）
- この世は色まみれ 情事・禁親相姦・和姦・姦通（2月10日、FAプロ）オムニバス作品
- 女子校生とヲジサンのベロベチョ接吻とにゅる手コキ（2月15日、ワープエンタテインメント） 共演：つぼみ、むかいねね、南つかさ、水森あおい、澄川ロア、結城かれん、石川みずき、仲村ろみひ、綾瀬メグ
- 若妻調教レズいぢめ（2月19日、アンナと花子） 共演：橘未稀、真田ゆかり
- 乱れる人妻 性欲を抑えきれない人妻 ゆう（2月20日、なでしこ）
- 投稿バカップル！おバカな素人ナマ撮りエッチ（2月20日、アカデミック）オムニバス作品
- 究極の寝取られスワップ 妻を差し上げます。（2月25日、ながえSTYLE）オムニバス作品
- 悩めるレズたちのセックスセラピー（2月25日、ながえSTYLE）共演:桜田さくら
- 歪んだ性本能 男はソレをやってみたい! 眠らせた女を犯す!（2月25日、FAプロ）オムニバス作品
- 素人四畳半生中出し 32 〜人妻 純子 31歳〜（2月28日、プラム）
- 堕ちた万引き妻 倒錯の淫行陵辱（3月7日、マドンナ）
- 発芽する癒しの美熟女たち（3月13日、アップス）オムニバス作品
- 気づけばいつも、アナル舐め（3月15日、ワープエンタテインメント）オムニバス作品
- 団地妻レズビアン（3月19日、アンナと花子）共演:大塚咲
- オナニーパラノイア（3月19日、ドグマ）
- 肉体謝罪 2 セレブ妻の過ち（3月19日、グローリークエスト）
- 年の差20歳!擦りつけ検証愛する新妻は夫以外の勃起チ○ポでも発情してヤられるか?（3月19日、DANDY）オムニバス作品
- 露出狂の患者（3月20日、大洋図書）
- 人間凶器 廃人file.02（3月25日、しのだプロジェクト）
- 底なしの欲求 バツイチ子持ち妻（3月25日、ながえSTYLE） 共演：中森玲子、柊早矢
- オフィスレディーM奴隷 No.2（3月25日、LEO） 共演：さくら美羽、牧野さら、柚原あきな
- となりの若奥さんの童貞狩り 2（4月10日、東京音光）
- 中出し人妻暴行 さっさと諦めて中に出させな!!（4月10日、ビッグモーカル） 共演：北島玲、中村綾乃、中森玲子
- 同僚の清楚妻（4月15日、スターパラダイス）
- 疼く団地妻達 昼下がりの情事（4月19日、ヒビノ） 共演：水澤りの
- 明るい家族計画（4月19日、ROOKIE） 共演：石橋ゆう子
- ある惑星のオスとメス 妄想的交尾（4月25日、ながえSTYLE） 共演：真心実
- 現代肉欲劇場(2)（4月25日、FAプロ）オムニバス作品
- ゆうのおしおき日記 No.2（5月1日、三和出版）
- 緊縛ケツ穴羞恥奴隷（5月7日、ナチュラルハイ）
- 性交クリニック 5（5月7日、SODクリエイト）
- ヘンリー塚本の ショッキング映像 ナマナマしい性器結合のリアリズム（5月10日、FAプロ）オムニバス作品
- 絶頂レズアクメ（5月16日、クリスタル映像）共演:真咲南朋
- 街頭シロウトナンパ！キレイなお姉さん、性感マッサージ受けてみませんか？（17）（5月17日、パラダイスTV）
- 絶頂お漏らし失禁アクメレズビアン（5月19日、アンナと花子） 共演：伊藤あずさ、佐伯奈々
- 完全真性M（5月19日、ドグマ）
- 堕とされた美人姉妹 悪徳金融の罠（5月21日、ヒビノ） 共演：望月加奈
- 女馬の嘶き（5月22日、大洋図書） 共演：佐伯奈々
- 宴 UTAGE（5月22日、ドラキュラ）
- 濡れ嫁・羞恥介護 義父の柔肌調教（5月25日、マドンナ）
- 世界で一番卑猥な接吻 3（5月25日、ながえSTYLE） 共演：佐伯奈々、真心実、艶堂しほり、松下ゆうか
- 憧れの先生は絶品ボディ!! 3（5月29日、クリスタル映像）オムニバス作品
- ゆう烈縛囚縄（二）（5月30日、夢流想倶楽部）
- 人妻恥悦旅行（6月4日、グローリークエスト） 共演：山口真理
- 誘惑、女教師。（6月15日、ドリームチケット）
- 私が初めて「オンナ」を知った瞬間 〜日本女性の同性愛告白〜（6月18日、LADY×LADY） 共演：かなと沙奈、さくら愛々、東野愛鈴、響愛莉、有川ゆあ、藤咲さくら、篠原奈美、魚住あやの
- 乱れてしまっていいですか・・・淫夢に濡れる若妻（6月25日、FAプロ・プラチナ）共演:真咲南朋
- 犯された義姉（6月25日、マドンナ）
- 真性中出し 女犯（7月7日、桃太郎映像出版）
- 悩みのない人生は考えられません 性の悩み（7月10日、FAプロ）オムニバス作品
- THE BODY[パーツ別エロス]（7月10日、LEO）オムニバス作品
- 兄嫁奴隷〜刻み込まれた快感〜（7月16日、タカラ映像）
- 快楽女の手帳（7月17日、カオカコミュニケーション）
- 猟奇の檻 53（7月21日、アヴァ）
- 親友の母（7月21日、ドリームステージ）
- 近親相姦 母の子守唄（7月21日、小林興業）
- 突然メルアドを渡してきて「おちんちん見せてくれたら・・・Hしてあげる」と誘惑メール（7月21日、ナチュラルハイ）
- 素人マダムズ[LEVEL A]其の四十一（7月24日、アリスJAPAN）他出演：山下やよい、滝川絵理子、藤森綾子、大塚美雪
- 人妻の悲劇（7月24日、なでしこ）
- 肉欲女中毒（7月25日、ながえSTYLE）共演:水澤りの
- 家出妻（7月25日、マドンナ）
- ヘンリー塚本の白黒エロ画をAV映像（7月25日、FAプロ）オムニバス作品
- おとなのアソビバ!!イメクラヘブン!!（8月14日、LEO）オムニバス作品
- おねだり痴女 チ○コとザーメンをおねだりする5人の女たち（8月15日、隼エージェンシー）オムニバス作品（IVクラブママ”ゆう”）
- Mドラッグ（8月19日、ドグマ）
- パワハラいぢめレズビアン 女社長と美人秘書（8月19日、アンナと花子） 共演：北条麻妃
- 禁断介護（8月20日、グローリークエスト）
- 熟雌女anthology #048（8月21日、アウダースジャパン）
- ベロちゅ〜&SEX王国 DEEP KISS＆SEX KINGDOM VOL.2（8月25日、FAプロ・プラチナ）他出演:竹下なな、椎名りく、乙葉みくる、加藤ゆめ、葉月里彩、愛菜りな、宮崎あい、葉月紗絢
- 狙った獲物は逃がさない!（9月10日、グローバルメディアエンタテインメント）共演:妃乃ひかり
- こんなに暑いとピチT、HOTパンツの若い女からはムレたイヤらしい匂いがします。（9月17日、グローリークエスト）オムニバス作品
- 隣の若妻の白い肌 強姦調教町内共有マゾ穴ペット（9月19日、クロス）
- 女監督ハルナの素人レズナンパ 37（9月20日、ピーターズ）
- 中高年の為に 絶倫悪党（10月10日、FAプロ）オムニバス作品
- 黒人巨大マラvs川上ゆう 中出し破壊メガピストン（10月10日、グローバルメディアエンタテインメント）
- お姉さんに一日中抜かれ続けてみませんか 3（10月13日、アロマ企画）共演:細川まり
- ベロと接吻と舌射女教師（10月13日、アロマ企画）
- 生意気な女を!!レイプする!!（10月15日、隼エージェンシー）オムニバス作品
- 人妻の裏情事（10月16日、なでしこ）オムニバス作品
- 極上女痴漢師（10月22日、ナチュラルハイ）共演:風間ゆみ、中森玲子、翔田千里
- ディルドにまたがる女優たち 3（10月25日、アロマ企画）オムニバス作品
- 奴隷市場の女 3（11月1日、シネマジック）共演:城島れい
- 限界調教（11月1日、中嶋興業）
- セレブ妻 妄想クリニック（11月1日、ワンズファクトリー）
- 川上ゆうプライベート調教記録 シリーズ日本のマゾ女鏡子VOL.1（11月8日、ヴァンアソシエイツ）
- あ〜もう堪忍して〜絶倫夫の妻たち（11月10日、FAプロ）オムニバス作品
- まんぐりしょんべん妻（11月12日、センタービレッジ）
- 隣の嫁の秘密（11月13日、FAプロ・プラチナ）共演:加藤ゆめ
- チンポコマグニチュード（11月19日、ドグマ）
- 兄嫁 ゆう（11月20日、なでしこ）
- 真・雪村春樹大全集 2（11月20日、カオカコミュニケーション）
- 濡れ処 隠れ家風レズエステサロン（11月25日、アロマ企画）
- DeliLes デリバリーレズビアン 04（11月25日、ビッグモーカル）
- 義母相姦 涙の償い（12月10日、VENUS）
- 熟女レズ淫熱ふたなり女刑務所（12月10日、グローバルメディアエンタテインメント）共演:北島玲、黒木麻衣
- 相互マゾレズビアン（12月19日、アンナと花子）共演:晶エリー
- 鬼太巨根 南米からきた50cm砲（12月25日、レアル・ワークス）
- 突然パンチラで挑発されてこっそりシゴいちゃった僕 No.3（12月25日、アロマ企画）オムニバス作品
- ベロちゅ〜&SEX王国 DEEP KISS & SEX KINGDOM FINAL（12月25日、FAプロ・プラチナ） 共演：加藤ゆめ、つぼみ、佐伯奈々、神崎レオナ、あすかみみ、南しずか、飯島くらら

- 美人雀士の脱衣マージャン生中継！リーチ1発！SEX1発！ 2009春 濃縮版（1月3日、パラダイスTV）
- 童貞狩り（1月5日、ワープエンタテインメント）
- 熟女レズ ヌルべちょレズビアン（1月10日、グローバルメディアエンタテインメント） 共演：北条麻妃
- 待ち侘びる人妻（1月13日、溜池ゴロー）
- 若妻レズいびり（1月19日、アンナと花子）共演:乃亜
- 乳首舐め殺し美女のフェラチオと精飲（1月19日、エムズビデオグループ）
- 地獄の性介護物語（1月20日、スターパラダイス）共演:花野真衣
- はじめてのレズ旅行（1月21日、LADY×LADY）共演:桐原あずさ
- 川上ゆうのあなたの願望叶えてあげる（痴女編）（1月22日、ドラキュラ）
- 敏感乳首をお留守にしない超気持ちいい乳首弄り（1月25日、アロマ企画）オムニバス作品
- 悦虐のドッグカフェ 2 犬鳴館の密虐遊戯（2月1日、シネマジック）共演:立木ゆりあ、桃果サキ
- 人妻陵辱[●REC] 川上ゆう 27歳 看護師（2月1日、ワンズファクトリー）
- 禁断の扉 2（2月5日、アウダースジャパン） 共演：七瀬ゆい、鈴木千里、月島美唯
- DOKIレズ 42（2月5日、アウダースジャパン） 共演：月島美唯、七瀬ゆい、鈴木千里
- 女体性虐史 貴婦人の美白もち肌（2月18日、ヒビノ）
- 1人暮らしで毎日カップラーメンばかりの彼女もいない寂しい僕が、家庭的な女性に癒されたくて料理専門の家政婦さんを呼んでチ○ポを擦り付けたら、頬を赤らめてその気になった!（2月18日、Hunter）オムニバス作品
- STYLISH LES 川上ゆう×真咲南朋（2月20日、デジタルプラネット）共演:真咲南朋
- 中高年の為に 性的いたずら 小悪魔たちのきれいな生殖器（2月25日、FAプロ）オムニバス作品
- キレイ好きなオクチ 腰が引けちゃうお掃除フェラとトリハダもんの直後責め（3月5日、ワープエンタテインメント）オムニバス作品
- 美淑女店員にドッキリ企画 ハレンチ試着室（3月18日、アイエナジー）
- きもち良すぎて白目をむくの。（3月19日、乱丸）
- 女監督ハルナの素人レズナンパ 42（3月20日、ピーターズ）
- マドンナファンの集い 美熟女と行く混浴温泉バスツアー 5（3月25日、マドンナ） 共演：北条麻妃、浅倉彩音、仙崎春香、根元純、中森玲子、細川まり、城エレン、矢沢美奈、河合律子、真田友里、北条美里、金森美奈、藤原絵理香
- 近所のドSオバサンのM大学生への接吻と愛ある虐め 2（4月1日、グローリークエスト）
- 旦那のいない白昼!主婦狙いレイプの約三分の一は被害者の自宅で起きている!!（4月10日、グローバルメディアエンタテインメント）オムニバス形作品
- もう一つの混浴温泉バスツアー 5（4月25日、マドンナ） 共演：北条麻妃、浅倉彩音、仙崎春香、根元純、中森玲子、細川まり、城エレン、矢沢美奈、河合律子、真田友里、北条美里、金森美奈、藤原絵理香
- 奴隷サーガ 鋼鉄の首輪（5月1日、シネマジック） 共演：生田沙織
- キレイで大人のお姉さん限定！過激でHなレズナンパ 8（5月1日、ヴィ）オムニバス作品
- もっこりパンツの上からチ○ポをいじくり発射させる女たち（5月1日、ヴィ）オムニバス作品
- 潮吹きオナニー（5月1日、MOODYZ）オムニバス作品
- The SEX 5（5月7日、LEO）オムニバス作品
- SEXの匂いがする色っぽい嫁（5月10日、FAプロ）オムニバス作品
- 隣の人妻（5月13日、溜池ゴロー）
- 熟女盗撮Tube これからは「欲求不満の熟女の肉体を弄び、股を開かせイカせまくるためのマッサージ術」を磨け!（5月14日、クリスタル映像）オムニバス作品
- 鬼畜!!肉奴隷妻（5月19日、VENUS）
- 川上ゆうが40才童貞の自宅で筆おろし（5月20日、グローリークエスト）
- ボディコン熟痴女に犯されたい（5月25日、美） 共演：北条麻妃、鷹宮りょう、村上涼子
- 禁断の性行為 父と娘のただれたエロ話し（5月25日、Fプロジェクト）
- 川上ゆうプライベート調教記録 シリーズ日本のマゾ女鏡子VOL.2（5月28日、ヴァンアソシエイツ）
- ナメクジ舌2（6月3日、グローリークエスト）オムニバス作品
- hi touch vol.1（6月10日、C&H）オムニバス作品
- この世はいつも卑しいポルノ小説 出戻り姉と一晩に四回／昭和の青春残酷物語（6月10日、FAプロ）オムニバス作品 共演：浅井舞香
- エスカレートしすぎる熟女5人、あなたの自宅に突撃訪問。2（6月11日、プレステージ） 共演：北条麻妃、浅倉彩音、風間ゆみ、中森玲子
- キモ男に犯される美人女将（6月13日、マルクス兄弟）
- 幻母 潮吹き母さんに群がる甘えん坊の息子たち（6月19日、VENUS）
- 自画撮り 私の変態オナニー 2（6月13日、アロマ企画）オムニバス作品（chapter3：自虐マゾの女）
- レズダッチワイフ（6月19日、クロス）共演:こずえまき、内藤斐奈、村瀬優花、風谷音緒
- 清楚な顔して男子校通学路で尻を突き出し誘惑するTバックお姉さん（6月24日、ナチュラルハイ）オムニバス作品
- 人妻奴隷市場（6月25日、マドンナ）共演:結城みさ
- チクビ快感伝道師 妄想シチュエーション編（7月5日、ワープエンタテインメント）
- ヒロイン消化触手地獄 アリエス仮面編（7月9日、GIGA）
- 童貞が究極の選択SEX〜おばあさん→美人ニューハーフ→可愛い女の子が童貞を徹底的に挑発！（7月11日、パラダイスTV）
- やさしいママとボクの秘密の手コキ&○児プレイ（7月13日、マルクス兄弟）他出演:紗奈、高島恭子、横山みれい、妃悠愛、山口サチエ、手島チヒロ
- 非日常的悶絶遊戯 感じやすいボディの住み込みメイド、ゆうの場合（7月19日、AVS）
- 女監督ハルナの素人レズナンパ 45（7月20日、ピーターズ）
- 鬼フェラ地獄スペシャル（7月23日、レアル・ワークス）共演:星優乃
- 貧乏人の女を抱く男たち 川上ゆうのお○んこいい…（7月25日、FAプロ）
- シャバに戻った男の強姦犯罪 やっぱり我慢できねえ! レイプ（8月10日、FAプロ）オムニバス作品
- 旦那の目の前で ネット中毒の人妻・レイプ奴隷（8月19日、ドグマ）
- 未亡人と管理人（8月20日、スターパラダイス）
- 私の妻を犯してください（8月20日、ピーターズ）
- 私を叱って、ぶって、突っ込んでほしい・・マゾ社長の変態願望（8月25日、ながえSTYLE）
- 官能小説的レズビアン 狂おしき愛欲（8月25日、Fプロジェクト） 共演：上原優
- NR（8月31日、LEO）オムニバス作品
- ネイキッドヒロイン20 レッド仮面編（9月10日、GIGA）
- 叔母と過した夏休み（9月13日、溜池ゴロー）
- 緊縛折檻夫人3（9月17日、大洋図書）
- 完全撮り下ろし 極太!ディルドオナニー 悶絶!美熟女8名出演（9月20日、スターパラダイス）他出演:中森玲子、七瀬ゆい、愛あいり、結城みさ、若菜あゆみ、名取美和子、早川友香
- お掃除にまつわるエロなお話（9月23日、AROUND） 共演：浅倉彩音、北条麻妃、真白希実
- 溜池ゴローが撮り下ろす素顔の女優シリーズ その1（9月24日、なでしこ） 出演：北条麻妃
- メガフェラチオ 04（9月24日 レアル・ワークス）
- ヒロイン水責め メタルウーマン編（9月24日 GIGA）
- 川上ゆうプライベート調教記録 シリーズ日本のマゾ女鏡子VOL.3（9月24日、ヴァンアソシエイツ）
- 強攻隷属アメコミヒロイン プラウドウーマン（9月26日 GIGA）
- ディープレズビアン 〜若熟女のうぶ貝調教〜（10月8日、クリスタル映像） 共演：水沢真樹、彩瀬りえか、桜井つばさ
- 痴女フェラ最強王座決定戦2010（10月15日、KMP）共演:藤井シェリー、星優乃、北条麻妃
- レンタルAV熟女優（10月19日、イエロー）
- 暗闇で淑女はメスになる!（10月21日、AROUND） 共演：柳田やよい、北条麻妃、堀口奈津美
- レズビアンラブストーリー（10月25日、ながえSTYLE） 共演：あすかみみ
- 卑しい中年男の為に…眠っている女の宅配便（10月25日、FAプロ）オムニバス作品
- 教師と生徒の逆転関係!禁断レズ学園 5（11月4日、ディープス） 共演：春咲あずみ
- 見て!さわって!ヤレる!わんぱくジャングルツアーズ（11月4日、ATOM）
- いい女たちの自慰（マスターベーション）（11月10日、FAプロ）オムニバス作品
- シロムチ美熟女狩り（11月12日、LEO）共演:北条麻妃
- スーパー痴女優への道 藤井シェリー（11月12日、KMP）共演:藤井シェリー、三代目葵マリー
- 痴敵な人妻（11月12日、なでしこ）
- 両隣の未亡人（11月18日、グラフィティジャパン）
- クレーム対応に来た女は「断らない」から絶対ヤレる! パート3（11月18日、アイエナジー）
- 女監督ハルナの素人レズナンパ No.47（11月20日、ピーターズ）
- 女縛師・静香 -覚醒-（12月3日 シネマファスト）
- 騙され犯され その果てに… 〜美人OL秘密の有給休暇〜（12月7日 アタッカーズ）主演：緒川凛
- （裏）手コキクリニック〜完全版〜性交クリニックファン感謝祭200分スペシャル（12月7日、SODクリエイト） 共演：夏川未来、上村香澄、倉木みお、夏樹カオル、百花エミリ、しずく、安元緑、上原優
- 「奇畜（一）」煉獄の美畜ゆう（12月8日、夢流想倶楽部）
- 隣に越してきた新婚夫婦を誘惑して…（12月13日、溜池ゴロー） 共演：浅倉彩音
- Shake Body Ver.17（12月13日、AVS collector's）
- 今宵心に沁みる官能ドラマをあなたに… 哀れで切ない好き者女の夏/母が好色なら娘も好き者（12月20日、FAプロ）オムニバス作品
- 女が教えるスローペッティング&SEXテクニック（12月23日、SODクリエイト） 共演：伊波弥生

- 女縛師・静香 -飼育-（1月5日 シネマファスト）
- 悶絶若妻の卑猥な日常 フィットネス志願の仲良し桃尻奥さん、ゆうとレオナの場合（1月7日 Fitch）
- ふぞろいの果実たち（1月9日、ATOM） 共演：澤村レイコ、瀬奈涼
- 投稿実話 42才主婦が明かすオナニー半生記（1月25日、FAプロ）共演:秀吉小夜子
- マジックミラー号 超ゴージャス! 濃密美熟女逆ナンパ 2011 横浜みなとみらい編（2月5日、ディープス）共演:結城みさ、横山みれい、中森玲子
- 被虐のアナル奴隷犬（2月7日、マドンナ）
- 川上ゆうプライベート調教記録 シリーズ日本のマゾ女鏡子VOL.4（2月9日、ヴァンアソシエイツ）
- 鬼ガラミ外伝 あなたごめんなさい 〜夫以外のオトコに感じます〜（2月11日、KMP）
- ビューティーレズビアン 美しき歯科医師とOLの性（2月11日、なでしこ）共演:艶堂しほり
- 快楽悩殺的痴女遊戯 第四章 スリットドレスで悩殺ポーズのセクシー奥様、ゆうさん（2月13日、AVS）
- 一度舌を絡ませたら絶対に離さない濃厚接吻とエロいSEX（2月13日、アロマ企画）共演:柊かえで 他出演:真下礼子
- 感じるワキ毛（2月19日、ROOKIE）
- 院内感染レズビアン 私を奴隷にしてください 女医川上ゆう先生（2月19日、LADY×LADY）共演:夏川未来、涼宮こなた
- 蛇女Vol.2（3月4日、映天）
- 女という下劣な生きもの（3月10日、FAプロ）
- 三つ指立てて殿方のチ○ポを丁寧にフェラチオそして心ゆくまで騎乗位（3月11日、KMP）
- 緊縛折檻夫人 4（3月13日、BLACK TAIYOH/妄想族ブラックレーベル）共演:桐原あずさ
- 四つん這いで竿を後ろに倒されアナルから雁先まで舐めしゃぶり（3月13日、アロマ企画）他出演:鈴香音色、井坂綾、晶エリー、美咲りん、白河美夕、柊かえで
- 淫女録（3月18日、カオカコミュニケーション）
- 男は「痴女4天王」の超絶テクで「強制的」にイカされてしまうのか!?（3月19日、SODクリエイト）共演:鏡麗子、松すみれ、つぼみ
- 巨大ヒロイン(R) シグマレディー（3月25日、GIGA）
- 今昔秘湯（3月28日、メディア総販ソレイル）
- もしも○○が出来たら! 〜美熟女10人が貴方の6つの願い叶えます編〜（4月1日、ヴィ）
- 奴隷サーガ4 地獄のスコルピオン（4月1日、シネマジック） 共演：水沢真樹
- hi touch vol.12 最高にスケベなお姉さんと最高にやらしいHがシテみたい!!（4月7日、C&H）オムニバス作品
- 鬼イカセ 川上ゆう 〜男狂いの変態未亡人〜（4月8日、KMP）
- ガールズトークから始まる本当に気持ちいい女の子同士のレズ願望。（4月13日、U&K）共演:美咲結衣
- 女監督ハルナの素人レズナンパ 51（4月20日、ピーターズ）
- ルームシェアレズ ノンケでJKの私が下宿した先はビアンの女の人だらけ（4月21日、ディープス）
- セクシー仮面 公開アクメ（4月22日、GIGA）
- 母親失格（4月29日、小林興業）共演：若林美緒
- 近親相姦 息子の新妻（4月29日、ドリームステージ）
- 女と女とニューハーフ 3（5月1日、U&K）共演:南野あかり、楓きみか
- レアルガールズのキング・オブ・鬼チェアー（5月13日、KMP）共演:星優乃、つぼみ、小桜沙樹
- 業界NO.1を決めろ！！フェラチオ選手権- F-1グランプリ（5月13日、MOODYZ）
- 美味しく熟した川上ゆうが、バスタオル姿でファンのお宅に、「押しかけます」07（6月1日、プレステージ）
- 近親［無言］相姦 隣にお父さんがいるのよ… 川上ゆう（6月1日、VENUS）
- 肉便器調教 〜ウチのトイレには綺麗な人妻がいるんやで〜（6月7日、マドンナ）
- 母子交尾 [黒磯路…冬]（6月8日、ルビー）
- 緊縛鬼イカセ（6月10日、KMP）
- ディープレズビアン 〜うぶ貝調教 3〜（6月24日、クリスタル映像）共演:星野あかり、平子知歌、辻本りょう
- 団地妻の午後 毎日、男を誘ってチ●ポを喰い漁る変態妻（6月24日、なでしこ）
- 催眠病棟 II -to be continue- トリロジーBOX（7月1日、RMQプロジェクト）
- 人妻愛欲マリオネット（7月7日、マドンナ）
- ネコとタチ 男にもヤられ、女にもヤられる可愛いネコ（7月10日、FAプロ）
- レズバトル 女たちの意地とプライドを賭けた戦い。（7月13日、U&K）
- 人舐め至極（7月15日、映天）
- しょんべん顔騎痴女（7月15日、映天）
- 川上ゆう嬢のレズ専ペニバンソープ（7月19日、アンナと花子）共演：桜庭ハル、緋咲アンナ、優希みく
- イグイグ大乱交（7月22日、乱丸）共演:北条麻妃、結城みさ
- 奴隷市場の女 4（8月1日、シネマジック）共演:佐々木レナ、飯倉えりか、晶エリー、内田美奈子
- アズビアン（8月1日、Milf/妄想族）共演:桐原あずさ、飯倉えりか
- 人妻緊縛黒髪責め 2（8月1日、中嶋興業）
- 近親相姦 エロ尻母（8月1日、VENUS）
- 専業主婦は明るいうちから絡み合う（8月4日、タカラ映像）共演:つぼみ
- 縛られ女郎「おゆう」（8月6日、魁/TIGHT）
- 狙われた美人義母 〜性に目覚めた義母の暴走する近親相愛〜（8月10日、ルビー）
- 眠れない夜に見るエロドラマ（8月10日、FAプロ）オムニバス作品
- 禁断のレズ親子愛 〜素直にママと呼べなくて〜（8月12日、KMP） 共演：麻倉憂
- 発狂まんこ妻 横浜市在住 川上ゆう婦人（8月19日、ラビリンス）
- 美熟女視姦! 絶対にカメラ目線をはずしてはいけないSEX 高齢熟女編 VOL.2（8月24日、ルビー）オムニバス作品
- 美熟女レズスワッピング（8月25日、マドンナ）共演:風間ゆみ、北条麻妃、晶エリー
- ヒロイン輪姦 セクシー仮面編（8月26日、GIGA）
- 監禁緊縛陵辱 2（9月1日、中嶋興業）オムニバス作品
- 宅配先で遭遇！慌ててバスタオル姿で出てきたドスケベ女。恥ずかしい振りしてチラチラ誘惑してくるので思わず…（9月1日、プレステージ）オムニバス作品
- 本当にあったHな話 日常に現れる嘘のような淫行記録（9月2日、映天） オムニバス作品
- 私が感じる物語 「隣人に調教される団地妻」（9月15日、スターパラダイス）共演:美咲結衣
- 温泉宿で一人寂しく酒に酔う人妻は、人に優しくされるとすぐ股開く…（9月16日、タカラ映像） オムニバス作品
- AV女優出張ヘルスハッピーマットパラダイス（9月19日、イエロー）
- 童貞クリニック（9月22日、SODクリエイト）共演:彩月あかり、浅乃ハルミ、篠田ゆう、鈴木きあら
- 美麗顔騎妻（10月3日、メディア総販ソレイル）
- どスケベ妻中出しソープ泡姫 4（10月7日、映天）
- 愛人の躾 5（10月13日、赤ほたるいか）
- イキまくっても失神しても絶対に止めない有名女優ノンストップ5P No.3（10月19日、エマニエル）共演：風間ゆみ
- 射精するまでペニクリを離さない痴女優（10月25日、TRANS CLUB）共演：風間ゆみ、早乙女優華
- イカセアカデミー（10月28日、KMP）
- 奴隷サーガ6 倒錯獣の巣窟（11月1日、シネマジック）共演:橋本菜月
- 美しい美熟女たちの夢の出張サービス（11月1日、ムーディーズ）共演:風間ゆみ、中森玲子、森ななこ
- 川上ゆうの乳首舐め手コキに耐えたら10万円差し上げます（11月25日、レアル・ワークス）
- ネオパンストフェティッシュVer.26（11月25日、AVS）
- 義姉が水着に着替えたら（11月25日、スパイスビジュアル）共演:中森玲子
- アメコミヒロイン リアル・ボンデージ スレッドウーマン（11月25日、GIGA）
- 地味で目立たぬ経理のあの子はレズビアンエステで女を磨きオンナに目覚める（12月1日、タカラ映像）共演:来栖ひなた
- 美熟女達が貴方だけを見つめてイカせるノーハンド淫マウスフェラ!!（12月1日、エマニエル）オムニバス作品
- 熟女ブルセラ 川上ゆう30歳（12月2日、映天）
- おねだり美人妻の誘惑濃厚接吻手コキ（12月5日、ジャネス）オムニバス作品
- THEスローハンド手コキ 3 癒し系手コキとささやき淫語で暴発するM男（12月5日、未来・フューチャー）オムニバス作品
- お掃除おばさん（12月13日、溜池ゴロー）
- レズ(やる)! 男より遥かに卑猥な女の生殖器!! 川上ゆう×風間ゆみ（12月13日、FAプロ）共演:風間ゆみ
- あなたの為の痴語女（12月16日、映天）オムニバス作品
- 極上美熟女と爆美乳娘が体力の限界までイキまくる! 筋書き無しのぶち抜きノンストップファック5P乱交!! 川上ゆう＆北川瞳（12月19日、エマニエル） 共演：北川瞳
- 愛する息子は誰にも渡さない…（12月25日、Kplus）

- 甘えん坊のボクに浴びせられる優しい淫語（1月1日、Fetish Box/妄想族）
- 貴方だけに見せつける!! 艶女レズ職人女優の絶対にヌケる一本!!（1月1日、エマニエル）オムニバス作品 共演:風間ゆみ
- 川上ゆうの鬼コキ!! ド淫語で叱られ手篭めにされちゃった僕。（1月19日、VENUS）
- 貴方だけに見せつけながらの快楽主義痴女!! 圧迫顔騎ペニバン顔面潮吹きシャワー草食男子にやりすぎ絶頂エクスタシー!!（1月19日、エンペラー/妄想族）オムニバス作品
- オトコノ娘アイドル 7（1月19日、オトコノ娘LOVE/妄想族）
- 初レズ女子校生! 憧れの美熟女教師が巨乳女子校生と密愛を繰り返す放課後レズレッスン（1月19日、極ロリCLUB/妄想族）オムニバス作品
- 舐めまくり吸いつくし私の口マンコでザーメン搾り取ってあげる2（1月25日、AVS collector's）オムニバス作品
- 女王様は川上ゆう（1月25日、AVS collector's）
- 入院中に彼女が抜いてくれず、溜まってしまった僕は1人でこっそりオナニー。物音に気づいた美人ナースにバレて、内緒で色々してもらった!!（1月27日、ケイ・エム・プロデュース

）オムニバス作品
- 人妻奴隷客船 〜悲劇の賭博録・デスポワール号編〜（2月7日、マドンナ）共演:澤村レイコ、菅野しずか、香坂澪
- オナコレ×パンスト×密室デート Vol.10 川上ゆう（2月1日、アイ映像/妄想族）
- 酷隷の女戦士 第三章 TORTURE（2月1日、シネマジック）主演・美咲結衣
- 極エロ女神の淫語誘惑 川上ゆう（2月13日、AVS collector's）
- 美熟女ぬる×2ま●こオナニー 其ノ六（2月17日、虎堂）オムニバス作品
- ドM変態家政婦 川上ゆう（2月24日、Mellow Moon）
- ヒロインクンニ地獄 セクシー仮面（2月24日、GIGA）
- 超ド迫力! 接写フェラチオと放尿もろかぶり（2月24日、ケイ・エム・プロデュース）オムニバス作品
- 淫乱女優 川上ゆうに街ゆく女性をナンパしてもらいました!（2月25日、ハヤブサ）
- 見せつけ、クネる、悶える、欲しがる、美脚オナニスト（2月25日、AVS collector's）オムニバス作品
- 私の息子と交換しない？ 息子交換物語 5（2月28日、ラハイナ東海）
- 夫の隣で他の男とSEXしながらイキまくる美人妻！快感を覚えてしまったカラダは貞操を守れない!?（3月9日、ケイ・エム・プロデュース）オムニバス作品
- プレミアム女優川上ゆうが新人酒乱柏木エリカに愛の洗礼!! 潮吹き敏感オマ○コが2人一緒に何度もイキまくる至極の4P乱交ファック快感W絶頂!!（3月13日、セレブの友）
- 包容力と母性愛に包みこまれる淫語ビデオ あなたを見つめ続ける川上ゆう先生（3月19日、ドグマ）
- 酷隷の女戦士 第四章 DESPAIR（3月19日、シネマジック）共演:円城ひとみ
- 極美女VIP大量潮吹き大量乱交! 元グラビアアイドルまりか＆カリスマ美熟女川上ゆう強制イマラ連続潮吹き雌犬化5P乱交ファック!!（3月19日、セレブの友）共演:まりか
- 実録 痴漢電車 II（3月19日、グラフィティジャパン）オムニバス作品
- サウナレディのお仕事 素人ユーザー無料開放スペシャル（3月22日、SODクリエイト）共演：大堀香奈、羽月希
- 川上ゆうプライベート調教記録 シリーズ日本のマゾ女鏡子VOL.5（3月29日、ヴァンアソシエイツ）
- トリプルレズビアン 2 〜二穴交尾愛〜（4月6日、クリスタル映像）
- 緊縛秘画報 川上ゆう（4月7日、アタッカーズ）
- 露恥裏W悦楽マダム 2（4月13日、セレブの友）共演:風間ゆみ
- 本当にあった!? 悪質クレーマーSEX謝罪2 謝り倒しても許してくれない弱みにつけ込みやりたい放題!! パワハラ交尾大量潮吹き!! 生中出し!!（4月13日、セレブの友）オムニバス作品
- 憑依アパート（4月21日、ディープス） 共演：水嶋あずみ、篠めぐみ、小出遥
- 淫愛レズ調教（4月21日、アイエナジー）共演:このは
- 童貞クリニック 2（4月21日、SODクリエイト）共演:青木玲、みづなれい
- 淫愛淫乱女優 川上ゆうに街ゆく女性をナンパしてもらいました! 2（4月25日、隼エージェンシー）
- 縄縛ポルノ シャバに出たサディスティック男のセックス/寺の住職・悪の縄縛の疼きレズ調教（4月25日、FAプロ）オムニバス作品
- 8人の人妻潜入捜査官（4月25日、マドンナ）共演:愛田奈々、風間ゆみ、翔田千里、村上涼子、中森玲子、結城みさ、森ななこ
- 嫁姑レズ調教（5月7日、マドンナ）共演:沢村麻耶
- 素人限定! 一日宅配ソープ嬢 川上ゆう（5月11日、レアル・ワークス）
- AV女優の姉VS弟 川上ゆう（5月24日、SODクリエイト）
- 川上ゆうの素人逆ナンパ!!（5月25日、なでしこ）
- 365日おチ○ポを咥えるオンナ-ずっと尺っていたいんですぅ- （5月25日、美）
- 狙われる人妻たち 夫の上司!! 友人!! に犯されてしまう5人の人妻 （5月25日、ハヤブサ）オムニバス作品
- 黒ストッキングが似合う女子校生は美脚ニューハーフ 5 vs美熟女 黒ストッキングの奥に隠されたペニクリを痴女教師が狙うニューハーフ射精 （5月25日、TRANS CLUB）オムニバス作品
- 美熟女おもてなし癒し系ソープランド（6月8日、BAZOOKA）共演:横山みれい、北条麻紀、村上涼子
- 団地妻たちの肉欲レズビアン（6月8日、マダムス）共演:星野あかり
- 世間様にはとても言えない 人妻たちの秘密SEX 出戻り妻の接吻とSEX/夫の兄貴と関係を持った嫁（6月10日、FAプロ）オムニバス作品
- 借金のカタに売られた女を抱ける居酒屋 極上ホステスと好きな変態行為ができる村が存在した!!（6月13日、セレブの友）共演:澤村レイコ
- 聖水レズビアン Vol.2（6月15日、虎堂）共演:美咲結衣、辺見麻衣
- CANDY AND WHIP（6月22日、セブン）共演:杏子ゆう
- セックスレスで欲求不満な奥さんは間男の誘いに断ることなく旦那以外の他人棒に興奮しメス犬のように発情する…（6月22日、スクープ）オムニバス作品
- 犯された高飛車セレブ妻（6月25日、サイドビー）共演:水嶋あい
- 男1人を責め続ける3人の痴女（6月25日、美）共演:管野しずか、澤村レイコ
- 舐め愛 美熟女レズビアン VOL.2 〜すれ違う女教師たちの心〜（6月25日、AVS collector's） 共演：桐原あずさ、美咲結衣
- 若妻牝レイプ 食べ頃な獲物たち…（7月7日、アタッカーズ） 共演：風間ゆみ
- 変態性欲〜美熟女近親レズ〜 （7月13日、U&K）共演:北条麻紀、美咲結衣
- 川上ゆうの肉厚ま○こを味わいつつ結城みさの極上名器に舌鼓を打つエロ最高すぎる3Pセックス （7月13日、アロマ企画）共演:結城みさ
- 美熟痴女の温泉ツアー（7月25日、美）共演:風間ゆみ、北条麻妃、結城みさ、村上涼子
- 川上ゆうの素人逆ナンパ!! 2 （7月27日、なでしこ）
- 出演直後の控室で人気AV女優6名にビンビン勃起チンポを見せたらまだまだとヤリ足りなくて発情しっぱなしだったのですぐにイカされちゃいました!（8月3日、映天）オムニバス作品
- パンスト美脚妻（8月3日、mermaid）
- 夢の美熟女回春エステサロン （8月10日、ケイ・エム・プロデュース）オムニバス作品
- カラダの疼きがおさまらない社宅妻 （8月10日、マダムス）
- 川上ゆう主演・監督作! 〜テーマ 願望・妄想〜 女が女を本気で愛して嫉妬号泣する濃厚ベロキス顔面潮ぶっかけ集団5Pレズアクメ!! （8月13日、セレブの友）
- まぁだだよ 悪戯な女たちの焦らし寸止め（8月15日、未来フューチャー）オムニバス作品
- 美熟女限定セックスカウンセラー.COM（8月25日、セレブの友）オムニバス作品
- 縛られ女郎 弐 拷責編（8月30日、魁/TIGHT）
- やさしく甘いM男いじめ 川上ゆう （9月1日、Milf/妄想族）
- あなた、許して…。-蜜恋歌- （9月7日、アタッカーズ）
- イカセ4時間 川上ゆう（9月14日、ケイ・エム・プロデュース）
- 見つめられながらの上品な卑猥語（9月19日、Fetish Box/妄想族）
- 『秘密の穴園』 2 責め続けられるM男のアナル（10月5日、未来フューテャー）オムニバス作品
- 緊縛鬼イカセ 川上ゆう 2 （10月12日、ケイ・エム・プロデュース）
- こんな女に抱かれたい （10月19日、Milf/妄想族）
- 30代淫乱真剣レズバトル （10月19日、ゆり★ゆり）共演:結城みさ
- 裏美熟痴女の本気フィーリングカップル温泉 （10月25日、美）
- 人妻潜入捜査官〜違法SMクラブに消えた夫・決死の捜索編〜 （10月25日、マドンナ）
- 川上ゆうにエロいことをしてもらいませんか!!!（10月26日、なでしこ）
- 地獄のレディアタッカーズ 訓練と調教の日々 （11月7日、アタッカーズ）共演:水沢真樹、風間ゆみ、結城みさ
- 不倫妻 （11月19日、ドグマ）
- 川上ゆうの快楽M調教 （11月19日、Milf/妄想族）
- 15分挿入時間が長くなる「密着」スローピストンSEX術 講師:川上ゆう （11月25日、SODクリエイト）
- ヘンリー塚本の心揺さぶるレイプポルノ （11月25日、FAプロ）オムニバス作品
- 近親相姦 幼い娘にレズ調教するママ母 3 （11月25日、ジャネス）共演:松下ひかり
- レズレイプ 救いがたき集合住宅生活者の悲哀 （12月1日、U&K）共演:水沢真樹、飯倉えりか
- 真・美熟女性交 川上ゆう×中居ちはる （12月1日、lemix/妄想族）共演:中居ちはる
- 地獄のレディアタッカーズ2 指令と拷虐 （12月7日、アタッカーズ）共演:水沢真樹、風間ゆみ、結城みさ、桃井早苗
- 凌辱伝説04 THE RED（12月14日、GIGA）
- KMPドリーム2012 エッチな商店街は大騒ぎ全員集合スペシャル（12月14日、ケイ・エム・プロデュース）
- 昇天淫激ポルチオウォーズ ザ・ファイナル・オーガズム 第三話（12月19日、MOTHERS）
- 幻母 禁断母子スワップスペシャル 最強痴女叔母たちの甥っ子筆下ろし祭（12月19日、VENUS）
- 隷従契約 〜美囚芸能オフィス〜 緑川沙樹編 （12月25日、マドンナ） 共演：羽月希
- 近親相姦 淫乱介護 3 〜義母と息子と舅の狂った関係〜 （12月25日、なでしこ）

- 川上ゆう やる（1月13日、FAプロ）
- この世はいつもやるせなきポルノドラマ（1月15日、FAプロ）オムニバス作品
- 妄想セレブマダムの淫語 4 （1月20日、ジャネス）
- 隷従契約 〜美囚芸能オフィス〜 蒼居裕美編（1月25日、マドンナ）主演・羽月希
- 川上ゆうプライベート調教記録 シリーズ日本のマゾ女鏡子VOL.6（1月28日、ヴァンアソシエイツ）
- 蛇縛の女獄監禁2（2月7日、アタッカーズ） 共演：七咲楓花
- オシウリ痴女（2月19日、Milf/妄想族） 共演：結城みさ
- SEXは下品なほうがいいに決まってる。 （2月19日、乱丸）
- 美巨乳パイパンもてあそびレズビアン （2月19日、アンナと花子）共演:愛代さやか
- ザ・レイプ映像 夫の目の前でレイプされる人妻 （2月25日、サイドビー）
- 真・美熟女性交 川上ゆう×大堀香奈 （3月1日、lemix/妄想族）共演：大堀香奈
- 美熟女レズビアン 〜快感に火照る濡れた艶肌〜（3月7日、マドンナ） 共演：音無かおり
- 地獄のレディアタッカーズ3 拉致と拷問（3月7日、アタッカーズ）主演:長澤あずさ、市川たづな、水沢真樹
- 親族レズビアン わたしの叔母さん性交 （3月19日、VENUS）共演：瀬名あゆむ
- 止まらない官能淫語 （4月1日、ワンズファクトリー）
- 淫乱撫子5 （4月2日、プレステージ）
- 気持ちイイけど声が出せない我慢レズ （4月13日、U&K）オムニバス作品
- 川上ゆう主演・監督第2弾! 〜テーマ 妄想、失禁、レイプ、密室〜 攻められて悦ぶ妄想エレベーターガール!!（4月13日、セレブの友）共演：星野あかり、朝霧光
- レズビアン穴奴隷 （4月19日、アンナと花子） 共演：天野小雪
- 逃げる女 可愛いひとごろし （4月30日、大洋図書）
- 嫁をマッサージ師に寝取られた （5月1日、VENUS）
- 出産して急激に感度があがったママチャリ貞操妻 2 〜貞操帯で体を管理され遠隔イカせで欲求不満になり拒めなくなる女〜（5月9日、ナチュラルハイ）オムニバス作品
- 「路線バスでベビーカー妻のミニスカ尻に勃起チ○ポを擦りつけてヤる」 VOL.2（5月9日、DANDY）オムニバス作品
- 熟れた体で性的接待をする人妻 （5月24日、なでしこ）
- 「無料マッサージのモニターをお願いします」と声をかけて、ひたすら性感帯を刺激しつつ、パンティに染みができたらその流れで中出しSEXまでヤっちゃう作戦のナンパです。 （6月1日、プレステージ）オムニバス作品
- 絶対にしてはいけない人を（レズる）犯る 3 （6月5日、ジャネス） 共演：瀬名あゆむ
- 夫の目の前で犯されて- 身分違いの姦情II （6月7日、アタッカーズ）
- 昭和性虐物語 逃れられない主従姦通 （6月7日、オルガ）
- 夫の親友に犯され感じてしまった私… （6月13日、溜池ゴロー）
- 非日常的悶絶遊戯 バイク雑誌の表紙の撮影を頼まれたモデル、ゆうの場合 （6月13日、AVS collector's）
- 川上ゆうの触発されるノーパン依存症 （6月13日、アロマ企画）
- 夢の超高級ハミ乳ハーレムエステサロン （6月14日、ケイ・エム・プロデュース）
- 近親相姦 義母の誘惑 〜私、淫乱で我慢できません。〜 （6月15日、マニアゼロ）
- 義父の調教日誌 義父と嫁 蜜縄未亡人 川上ゆう 31歳（6月25日、グローバルメディアエンタテインメント）
- 未亡人の禁忌 防空壕に咲いた恋（6月25日、グローバルメディアエンタテインメント）主演：風間ゆみ
- 美熟女ソープ壺姫御殿 （6月25日、マドンナ）
- 野外で息子に調教を哀願する異常性欲を抑えられない変態母 （6月27日、タカラ映像）
- AV現場行ってみたらホントはこんなエロかった!?（7月6日、SODクリエイト）オムニバス作品
- 地獄のレディアタッカーズ4 監禁と蹂躙の日々 （7月7日、アタッカーズ） 共演：長澤あずさ、市川たづな、水沢真樹、吉田花
- 暴力的な父親の目を盗んで互を慰め愛を交わす母と息子（7月11日、タカラ映像）オムニバス作品
- 友達の母さんがAVを見ている現場に居合わせてしまった!!!!（7月11日、タカラ映像）オムニバス作品
- 息子と犯りたい巨乳義母の卑猥レッスン 3 （7月12日、なでしこ）
- エクササイズボディ Ver.7（7月13日、AVS collector's）
- 奴隷女教師 地獄の拷問地下室（7月19日、シネマジック）
- 背徳 不倫地獄 妻が男に抱かれる理由（7月25日、FAプロ）オムニバス作品
- 川上ゆうプライベート調教記録 シリーズ日本のマゾ女鏡子VOL.7（7月25日、ヴァンアソシエイツ）
- 黒人巨大マラ 黒人テラチ○ポ・オン・ザ・ロード 琥珀うた編（7月25日、グローバルメディアエンタテインメント）主演:琥珀うた
- 有名な熟女優さんとHをしませんか？（7月26日、なでしこ）オムニバス作品
- 体液フェチM男 唾も潮もオシッコもタップリぶっかけてあげる（8月2日、ゼロナナ）
- 息子が彼女と長電話していると母親は寂しい気持ちが募って息子にちょっかいをかけちゃうのです。（8月8日、タカラ映像）オムニバス作品
- ヒロイン緊縛 忍者クローサーNo.3 花影（8月9日、GIGA）共演：桐原あずさ
- わけありの濡れた湯宿（8月10日、ホットエンターテイメント）共演：小池絵美子、山口真里
- 淫乱淫語（8月19日、乱丸）
- 近親相姦 エロ尻母（8月19日、VENUS）
- やめて…そんな事しないで…息子たちに犯される義母 4（8月23日、なでしこ）
- 黒人巨大マラ 黒人テラチ○ポ・オン・ザ・ロード 川上ゆう編（8月25日、グローバルメディアエンタテインメント）
- スケ透け挑発物語 第一話 （8月25日、AVS collector's）
- 痴情 内縁関係/既婚の教え子/上司は人の妻（9月10日、FAプロ）オムニバス作品
- タチ 女しか抱かない女（9月13日、FAプロ）オムニバス作品　共演：青山葵、熊谷麻美
- 日常的猥褻セクハラ劇場 第七章 （9月13日、AVS collector's）オムニバス作品
- 熟女レズ義姉妹 美しき淫欲体…猥雑に絡み合う体液と二人の運命（9月19日、VENUS）共演：森ななこ
- 本当にあった婦女暴行 襲われた夫婦（9月25日、サイドビー）
- 色情呑み屋横丁の恋 豊満熟女居酒屋（9月25日、グローバルメディアエンタテインメント）主演：風間ゆみ
- 美人ばかり在籍する会員制サロン ハーレムMEN’sエステ in 西麻布 （10月1日、変態紳士倶楽部） 共演：友田彩也香、桐原あずさ
- 麗奴館 （10月7日、アタッカーズ） 共演：綾瀬みなみ、朝桐光、吉田花
- ご近所妻スワッピング 〜抑え切れない性欲を夫の留守中に…〜 （10月25日、マドンナ） 共演：三浦恵理子、松本まりな
- 絶対に僕から視線を外さない母さんの愛欲セックス （11月7日、センタービレッジ）
- 川上ゆうが本性さらす不倫旅 （11月15日、ブレスト）
- 万引き常習人妻強制猥褻コレクション もう絶対に逃げられない！！悪徳万引きGメン快感絶頂ファック肉便器化計画 （11月19日、エマニエル）オムニバス作品　共演：澤村レイコ
- ラーメン屋の年上ロリ女将〜僕が愛したラーメン屋のおかみ〜（11月25日、グローバルメディアエンタテインメント）
- ザ・レイプ願望 犯されたい女たち（11月25日、FAプロ）オムニバス作品
- 罪と罰 上巻 〜倒錯愛に堕ちた人妻〜（12月6日、オルガ）共演:北条麻紀
- 新・近親相姦 貞操観念の異常に低い家族（12月7日、VENUS）
- 童貞チ●ポと美女の卑猥な性交 〜溜まったザーメンを全部飲みほしてあげる〜 （12月13日、ケイ・エム・プロデュース）オムニバス作品
- あかちゃんぷれい（12月15日、ワニッチ）
- 奴隷市場の女5（12月19日、シネマジック）共演：武井麻希
- 川上ゆうプライベート調教記録 シリーズ日本のマゾ女鏡子VOL.8（12月20日、ヴァンアソシエイツ）
- 深夜夜行バス ゲリラ露出（12月20日、レイデックス）
- 欲望の失楽園 不倫狂いの妻たち（12月25日、FAプロ）オムニバス作品

- 罪と罰 下巻 〜加虐性愛に憑かれた女達〜（1月4日、オルガ）共演:北条麻紀
- 黒人SM奴隷File02 女スパイ煉獄調教（1月25日、グローバルメディアエンタテインメント）
- 誘惑淫語ヴィーナス （2月1日、Fetish Box/妄想族）
- 淫らな言葉ぶっかけてあげるわ 艶やかな官能淫語プレイ （2月5日、ジャネス）
- ディープスロートシスターズ （2月19日、ドグマ）
- 実録! 決して表沙汰にはならない仲良しママ友たちの平穏な日常を襲った連続レイプ事件移動型ネットレイプ団の卑劣な性犯罪 （2月25日、グローバルメディアエンタテインメント）オムニバス作品
- 姉妹恋慕 〜昭和に咲いた愛すべきあだ花毒婦〜 （2月28日、なでしこ）
- 婦女強姦! 鬼畜兄弟達に拉致監禁され無限に中出し輪姦され続けた美しき被虐妻!!（3月1日、熟女塾/エマニエル）
- 三十路妻の下半身 （3月1日、FAプロ）オムニバス作品
- ムチ! ぴた! タイトスカート 3 （3月5日、ジャネス）
- 保健教諭、椎名優子 服従の診療日誌 File.03 （3月7日、アタッカーズ）
- 性犯罪 (レイプ) 輪姦 弱みを握られた人妻 （3月10日、FAプロ）オムニバス作品
- スローセルフイラマチオ 2 自ら喉奥までチ○ポをくわえこみフェラ （3月19日、Fetish Box/妄想族）オムニバス作品
- 至れり尽くせり究極のKMP学園祭スペシャル 2!! （3月28日、ケイ・エム・プロデュース）
- 人妻凌辱遊戯 〜男が女を強姦す瞬間〜 （4月1日、熟女塾/エマニエル）オムニバス作品
- 彼女の母 （4月3日、センタービレッジ）
- 川上ゆうさんのMペットになりたい！ （4月26日、ラッシュ）
- 川上ゆうプライベート調教記録 シリーズ日本のマゾ女鏡子VOL.9 （4月30日、ヴァンアソシエイツ）
- 奴隷島 SEASON3 第二章 （5月7日、アタッカーズ）共演：中西愛美、小峰みこ
- 友人の妻はドスケベ家庭教師 （5月7日、VENUS）
- レズエステで狙われた爆乳キャビンアテンダント （5月7日、ビビアン）共演：青山菜々、結城みさ
- 部下に寝取られた上司の妻 3 （5月9日、LEO）共演：相原ひとみ
- 突撃！素人お宅訪問！ 川上ゆうお貸しします。（5月13日、カルマ）
- 10人の男を責め続ける川上ゆうの優しく激しいテクニック （5月19日、乱丸）
- AV撮影現場を見学して疼いた若妻はどんな男のチ●ポも受け入れる！？ （5月23日、ケイ・エム・プロデュース）オムニバス作品
- 中出しお義母さんが教えてあげる 息子との絆を情交で深める母たち （5月25日、ビッグモーカル）オムニバス作品
- 中出し近親相姦 お義父様やめて下さい 義理の父に中出しされる息子の嫁 第四章 （6月25日、ビッグモーカル）オムニバス作品
- あなたに愛されたくて。（7月7日、アタッカーズ）
- 答弁中に！政見放送中に！記者会見中に！おま○こを責められる姿で支持率上昇中の政党 自由にオマ○コいじられ党（7月10日、SODクリエイト）共演：二宮ナナ、星川麻紀
- 甘い躾 M男の理想的エロス（7月15日、未来・フューチャー）
- MEN’S淫語サロン（7月19日、Fetish Box/妄想族）
- 淫語レッスン（7月19日、ドグマ）共演：佐々木恋海
- 欲求不満の母と絶倫息子 抜かずの三発中出し（7月24日、センタービレッジ）
- 緊縛温泉 〜消えた花嫁と刻まれた縄跡〜（7月25日、マドンナ）共演：波多野結衣、山口真理
- 投稿実話 妻がまわされた。 〜帰省中の出来事〜（8月1日、サイドビー）AV OPEN 2014 ヘビー級エントリー作品
- 菩薩のようなスケベお姉様と欲しがり発情ムスメのムラムラ焦らしレズ（8月1日、h.m.p）共演：篠田ゆう
- 僕を誘惑しているのか、隣に引っ越して来た人妻がかなり大胆なセックスアピール。奥さんとセックスレスの私には刺激が強すぎるが、これは不倫覚悟でヤルしかないっ!!（8月8日、LEO）オムニバス作品
- ドライオーガズム療法専門 男の潮吹きクリニック 2（8月25日、未来フューテャー）
- 〜緊縛〜 1 川上ゆう×奈加あきら（8月31日、ヴァンアソシエイツ）
- 義母の汗ばむ胸元に魅せられて（9月1日、ABC/妄想族）
- 本当の主人2014（9月25日、タカラ映像）
- 〜緊縛〜 2 川上ゆう×雪村春樹（9月30日、ヴァンアソシエイツ）
- 陰獣夫人〜貞淑妻の淫靡な加虐性愛〜（10月10日、オルガ）
- 普段は真面目なのに、チ○ポを見るとハメずにはいられなくなる「ち○ぽアレルギーの女」がいる病院（10月10日、DIY）
- 看護婦さんがエロ過ぎて勃起が治まらないッ！（10月13日、カルマ）
- 〜緊縛〜 3 川上ゆう×一鬼のこ（10月31日、ヴァンアソシエイツ）
- 童貞クン募集ドキュメント川上ゆう＆吉井美希による「羨ましすぎる」てほどき！優しく誘う究極の筆おろし！（11月20日、ルビー）
- 〜緊縛〜 4 川上ゆう×魁（11月20日、ヴァンアソシエイツ）
- イケナイゆう先生のプリップリ艶尻授業（12月1日、Fitch）
- 大失禁。〜上品ぶってる淫乱奥様のみっともないビショ濡れ交尾〜（12月7日、VENUS）
- 中出性活指導（12月12日、ケイ・エム・プロデュース）共演：風間ゆみ、村上涼子、澤村レイコ
- 性的拷問　美しき女体（12月13日、FAプロ）オムニバス作品
- 川上ゆうプライベート調教記録 シリーズ日本のマゾ女鏡子VOL.10（12月20日、ヴァンアソシエイツ）
- くノ一肉伝の禁断秘奥義（12月25日、グローバルメディアエンタテインメント）
- 堕ちる人妻（12月26日、ZIZ）共演：神波多一花、羽月希

- 女性限定シェアハウスレズビアン（1月7日、ビビアン）共演：事原みゆ、みおり舞
- SCOOPスペシャル 突然AV女優にガン勃ちチ●ポのセンズリを見せつけたらどうなるのか!? 大実験!（1月23日、ケイ・エム・プロデュース）オムニバス作品
- 誘惑パンスト美痴女（3月1日、Fetish Box/妄想族）
- 淫乱団地妻 夫の上司にイキ狂わされた貞淑妻（3月19日、乱丸）
- 牝汁レズビアン（3月20日、レイディックス）共演：真咲南朋
- M男監禁パニックルーム3〜女たちが執拗に男を追い詰め続ける破壊と再生のガチンコドキュメント（3月31日、MARRION）共演：真咲南朋
- 熟女はキスをガマンできない（4月4日、ドリームチケット）
- 人妻夜姦（4月1日、ABC/妄想族）オムニバス作品
- 友人の母親（4月7日、VENUS）
- ネコとタチ レズたちのワイセツ極まりない日常（4月13日、FAプロ）オムニバス作品 共演：小早川怜子、内村りな
- 川上ゆうの凄テクを我慢できれば生★中出しSEX（4月13日、溜池ゴロー）
- 金髪家庭教師 2 全編なんちゃって英会話（4月20日、レイディックス）オムニバス作品
- 女神のヘアヌード マスク女子編（4月20日、レイディックス）オムニバス作品
- 家事代行サービスからやってきた奥さんが僕の捨てたエロいDVDを見て興奮しはじめた。（4月23日、センタービレッジ）
- 花と狼（5月7日、アタッカーズ）共演：桐原あずさ、倖田李梨
- 女ハ男ヲ目デ犯ス。（6月5日、ワープエンタテインメント）
- 堕靡泥の星 悪霊誕生1（6月7日、アタッカーズ）共演：水城奈緒
- 体育大学そばにある女子アスリートが通うレズビアン整体院（6月7日、ビビアン）オムニバス作品 共演：鳴月らん
- 屈辱と恥辱のウエディングドレス 奴隷花嫁 2（6月18日、ROCKET）主演：浜崎真緒
- ポルチオ残酷レズ折檻 愛、凌辱 II（6月19日、レズれ!）主演：乙葉ななせ 共演：朝宮涼子
- デカ尻悩殺フェロモン（6月30日、ジャネス）
- 肉弾Tバック デカ尻Bomber（7月1日、Fetish Box/妄想族）
- キスからはじまる母と息子の愛情、密着、濃厚セックス（7月1日、VENUS）
- 狐婿種付け儀式 夫以外に犯される夜（7月7日、アタッカーズ）共演：円城ひとみ
- Addictive Triangular（7月9日、SILK LABO）オムニバス作品
- 夫婦で挑戦！夫が川上ゆうの凄テクを20分我慢できたら賞金！イカされちゃったら妻が寝取られ中出しSEX！！（7月13日、はじめ企画）
- 艶熟レズフェロモン（7月19日、レズれ！）共演：宮部涼花
- 川上ゆうプライベート調教記録 シリーズ日本のマゾ女鏡子VOL.11 （7月20日、ヴァンアソシエイツ）
- 艶色っぽい淫語（8月1日、Fetish Box/妄想族）
- ジャッカル〜修羅姫たちの快楽処刑台〜Round-02 錯乱の隷属姉弟（8月7日、アタッカーズ）共演：神ユキ、ゆきのあかり、真咲南朋、水嶋あい、加納綾子
- もしも…いまさら川上ゆうが人気の素人妻隠し撮り企画に出演したら（8月13日、センタービレッジ）
- LCCに対抗！他社が太刀打ちできない女性器での極上サービスを提供する航空会社のキャビンアテンダント最新研修！！（8月14日、ケイ・エム・プロデュース）
- 汁だく口内性交 猥褻なフェラチオでいかせてあげる 3（8月15日、ジャネス）
- ノーモザイク・レズれ！（8月19日、レズれ！）オムニバス作品　共演：乙葉ななせ
- 縛られ女郎 おゆう 完結編（8月20日、ヴァンアソシエイツ）
- MOODYZファン感謝祭 バコバコバスツアー2015-1泊2日でイクッ！夢の大乱交AVオールスターズ！（9月1日、ムーディーズ）
- 女囚アナル拷姦刑務所（9月1日、ヴィ）共演：事原みゆ
- デカ尻マニアックス（9月1日、ワンズファクトリー）
- 僕はお義姉さんを信じています。（9月7日、プレミアム）
- 肉体の悶（9月11日、オルガ）共演：北条麻妃
- 母の親友（9月19日、VENUS）
- 女将さんのお小水（9月20日、レイディックス）
- 熟女からのロリータ入門（9月20日、レイディックス）オムニバス作品
- 堕とされた人妻女上司（9月20日、STAR PARADISE）
- 超高級中出し淫語ソープ（9月27日、美）
- 犯される度に美しく（10月7日、アタッカーズ）
- エリート淫語痴女教師（10月9日、ケイ・エム・プロデュース）オムニバス作品
- 自宅監禁寝取られ妻（10月13日、溜池ゴロー）
- Wキャスト 痴女ハーレム（10月19日、Fetish Box/妄想族）共演：みづなれい
- 女囚幻想（10月20日、ヴァンアソシエイツ）
- 人妻の浮気心（11月1日、人妻援護会/エマニエル）
- Noと言えない介護士妻が老人達の後生じゃオネダリに根負けしてイヤよイヤよもNTR（11月7日、JET映像）
- 貞操観念ZERO 槍間くるみの日常・槍間一家の休日（11月13日、無垢）共演：小西まりえ、蓮実クレア、佳苗るか
- 甘く匂い立つノーパンパンスト 透ける卑猥な肉ビラ 6（11月15日、ジャネス）
- インテリ変態ビッチ秘書 知的な秘書の過激な痴態…。（11月19日、Fetish Box/妄想族）
- 淫乱団地妻 他人棒でトロトロになった妻からの淫乱ビデオレター（11月19日、乱丸）
- 〜緊縛〜 川上ゆうスペシャル（11月20日、ヴァンアソシエイツ）総集編（未公開インタビュー収録）
- 男より気持ちいい濃厚レズビアン（11月25日、kawaii）共演：広瀬うみ
- M男ドキュメント 極限の絶望7 24時間寸止め地獄 4（11月28日、ラッシュ）
- 川上ゆうをAVアイドルにプロデュース！（12月4日、h.m.p）
- 近親相姦 潮吹き大洪水！！くじら母（12月10日、センタービレッジ）
- 魔性のツインズ 〜淫謀された背徳の肉体〜（12月11日、オルガ）
- 淑やかな淫語痴女（12月11日、ケイ・エム・プロデュース）
- 素人娘の恥らい放尿コレクション（12月11日、S級素人）オムニバス作品
- 妖艶BODYボンデージ（12月19日、Fetish Box / 妄想族）
- 巨尻レズ団地妻（12月19日、レズれ！）共演：神ユキ
- 〜緊縛〜 7 川上ゆう×麻来雅人（12月20日、ヴァンアソシエイツ）
- マ○コ魅せつけ放尿お姉さん（12月25日、痴女ヘブン）

- 大量に汗とマン汁を吹き散らして絶頂しまくる発情レズ奴隷（1月1日、ヴィ）共演：松本メイ
- ビビアンTV Presents 女子アナウンサーレズビアン〜メインキャスター争奪！エース女子アナガチレズバトル〜（1月7日、ビビアン）共演：かすみ果穂、蓮実クレア
- 学校では厳しい担任教師、家では優しい淫乱母。（1月7日、VENUS）
- 尽きない快楽に理性は崩壊。（1月19日、TEPPAN）
- レズりたいのにレズれない。触れてはいけないアノ人と、オナニーだけでは我慢できずに禁断ディルドセックス（1月19日、レズれ！）オムニバス作品　共演：宮部涼花
- 「キス…ずっとしてたい……。」おじさん食堂09 キスでイッちゃうんじゃないかってほど感じやすい奥さんの手料理とセックスが二つの意味でオイシイ。

（1月25日、ビッグモーカル）
- 猿轡レイプ調教（2月1日、ムーディーズ）
- レズビアンに囚われた女潜入捜査官〜権力と金と欲。ビビアンTVアナウンス室潜入編〜（2月7日、ビビアン）友情出演　共演：本田岬、芦名ユリア、夏目優希、碧しの
- 親友のお母さんは童貞キラー（2月7日、VENUS）
- 母の友人は川上ゆう〜僕と人気AV女優の筆下し中出し性活〜（2月13日、溜池ゴロー）
- ノーモザイク・レズれ!（2月19日、レズれ!）オムニバス作品　共演：神ユキ
- 本格家庭内相姦物語 お母さんが初めての女になってあげる（2月20日、ABC/妄想族）
- 夫側の家族に弄ばれた私…（3月13日、溜池ゴロー）
- 痴女の同時イキ中出し〜男女快感MAX3本番〜（3月25日、痴女ヘブン）
- 痴女×痴女レズビアン3（4月13日、セレブの友）共演：波多野結衣
- 人妻温泉レズ旅行 2 「ご主人より私の方が気持ちいいでしょ？」 近所のママ友（ノンケ）の初レズを奪うレズビアンな奥様（4月15日、ジャネス）共演：三喜本のぞみ
- 淫らに乱れる波多野結衣（5月13日、セレブの友）脇役出演　主演：波多野結衣
- オスガズムWキャスト（5月25日、MOTHERS）共演：真咲南朋
- 愛する彼女の目の前で…別の女性とセックス！ビアンカップル月島ななこと椎名そらのガチレズ寝とられドキュメント（6月7日、ビビアン）共演：月島ななこ、椎名そら、羽月希
- 淫まん！肉ビラぷるぷるの変態マ○コがやってくる（6月19日、Fetish Box/妄想族）
- 嫁の母親に中出ししてしまった（6月19日、VENUS）
- 肉感ハレンチ極小レオタード VOL.6（6月30日、ジャネス）
- ノンケ女教師とビアン妻 昼下がりの家庭訪問レズビアン （7月7日、ビビアン） 共演:葉山めい、羽月希、夏樹カオル、加藤ツバキ
- ドM妻の取扱説明書 （7月7日、マドンナ）
- たっぷりと癒されるメンズ乳首性感サロン （7月19日、Fetish Box/妄想族）
- 女監督ハルナの女と女の嫉妬 ガチンコトリプルレズバトル round.03（7月19日、レズれ！）共演:初美沙希、篠田あゆみ
- 近親相姦中出しソープ 初めての熟女風俗、指名したら母ちゃんだった（7月19日、VENUS）
- THEボディジャック REBORN〜エロくて楽しい幽体離脱〜（7月21日、ROCKET）共演:卯水咲流、裕木まゆ、広瀬うみ
- ひたすら乳首いじり近親相姦 ボクはハメてるときも乳首つまみを絶対に忘れない… （7月21日、センタービレッジ）
- 異常性欲 近親熟女レズ 5 私、なんでこんなにオマ○コ濡れているの！？ チ○ポしか知らない私は妹のレズ行為に思わず発情し虜となってしまいました（7月22日、なでしこ） 共演:三喜本のぞみ
- 願望叶う不思議な性感エレベーターvol05（7月25日、セレブの友）
- 川上ゆうを嵌める これが僕の出来ること（7月25日、オーキッド）
- ダブル接吻コントロール Ver.ふたり責め （8月5日、ワープエンタテインメント）共演：碧しの
- 徴収員の男に目をつけられた奥さん3 手篭めにして犯し続ける魔性マゾ人妻 （8月7日、桃太郎映像出版）
- スローなハンドテクでもの凄い射精、フル勃起エステサロン （8月13日、ムーディーズ）
- 突撃！おはレズ乱交 in 控え室であさイチインタビュー （8月19日、レズれ！）オムニバス作品　共演：篠田あゆみ、初美沙希、椎名そら
- 淫ら義母の誘惑 4 （8月25日、セレブの友）
- エロすぎる日本昔ばなし3 （9月1日、桃太郎映像出版）オムニバス作品
- 母子交尾 [西郷路] （9月19日、ルビー）
- イチャLOVEレズビアンデート （9月25日、セレブの友）共演：大槻ひびき
- 痴女る女と犯ラレル男とそれを傍観する俺ら （9月30日、ワープエンタテインメント）
- もしもデカちんの僕が中出し過剰サービスで噂の人妻麻雀クラブで働いたら…（10月14日、ケイ・エム・プロデュース）共演：北条麻妃、澁谷果歩、篠田ゆう
- 母さんの加齢臭 （10月25日、レイディックス）
- イチャLOVEデート7 （10月25日、セレブの友）
- 親の居ない日、僕は2人の姉とむちゃくちゃSEXした。 （10月28日、TMA）共演：神納花
- お女将さん （11月7日、ルビー）共演：篠宮千明
- 仲良しカップルが挑戦！！目隠し状態で彼女とAV女優、どちらが本物の彼女なのか当ててみて！！AV女優のテクニックにいつも以上に勃起してしまった彼氏は彼女の目の前で中出し！！ （11月11日、ケイ・エム・プロデュース）オムニバス作品
- 友人の妻 （11月13日、VENUS）
- 色気むんむん美熟女ブルマ （11月19日、Fetish Box/妄想族）
- はだかの奥様 （11月19日、KSB企画/エマニエル）
- 「TIDE UP」 BONDAGE LIFE VOL.1 （11月20日、大洋図書）
- 嫁の友人は寝取り妻 （11月25日、人妻花園劇場）
- マ○コグリグリ騎乗位トルネード （12月1日、痴女ヘブン）
- 母娘強制懐妊 （12月13日、オーロラプロジェクト・アネックス）
- ヘンリー塚本 やる ナマナマしい 男女生殖器合体結合映像 （12月13日、FAプロ）オムニバス作品
- ヘンリー塚本 ネコとタチ 興奮・迫力・ワイセツ・リアリズム （12月13日、FAプロ）オムニバス作品
- 狙われた母娘 娘の同級生に私も犯されました （12月13日、ワンズファクトリー）共演：さとう愛理
- ボッキイズム 焦らし寸止めで限界勃起 （12月19日、Fetish Box/妄想族）
- 一週間溜めた熟女の唾液は甘い （12月20日、レイディックス）
- 奴隷誓約書 （12月20日、S＆Mスナイパー）

- もしも…「川上ゆう」が○○だったら…。 （1月1日、プラネットプラス）
- 父が出かけて2秒でセックスする母と息子 （1月7日、VENUS）
- 大槻ひびき絶対エロティシズム3SEX （1月13日、セレブの友）脇役出演
- たっぷりの変態淫語でオナニーサポート 完全主観のヴァーチャルオナペット （1月17日、ジャネス）
- 台本無しの汗だくノーカットSEXとぶっかけ性交 （1月19日、TEPPAN）
- おまる飲尿 （1月20日、レイディックス）オムニバス作品
- 隣人は不貞妻3 （1月25日、セレブの友）
- 喉奥クリトリスでイキ狂うイラマチオ中毒女 （2月1日、乱丸）
- ヘンリー塚本 女体監獄 オルガスムスに震える女たち （2月13日、FAプロ）オムニバス作品
- ベッロベロのズッポズポ （2月19日、ドグマ）
- 母親の再婚 僕の親友と結婚した母 （2月19日、VENUS）
- 川上ゆうのノンストップ20人連続射精 （2月24日、TMA）
- BDSM JAPAN （3月3日、ワープエンタテインメント）
- ヤリマンワゴンが行く！！ ハプニング ア ゴーゴー！！ （3月7日、桃太郎映像出版）
- 褒め淫語 僕ってやっぱり褒められて『勃起』タイプなんです （3月19日、Fetish Box/妄想族）
- 夫の前で痴漢に絶頂（いか）された妻 （3月19日、VENUS）
- 痴女×痴女レズビアン5 （3月25日、セレブの友）
- うちの母にかぎって…「いい？ 絶対（大きな）声出しちゃダメよ？」あきらめるようにそう言うと母は僕のクラスメイトにカラダを許した （3月25日、ビッグモーカル）
- 彼氏あり女性限定！川上ゆうの素人NTRレズエステ （4月13日、ナンパJAPAN）
- 逆痴漢マダムでございます （4月19日、Fetish Box/妄想族）
- 母親なら息子のチ●コ当ててみろ！！嗅いで触って舐めているうちに初めて遭遇した息子の友達のデカいチ●コに興奮してしまいおしゃぶりごっくん中出し （4月19日、VENUS）
- お色気P●A会長と悪ガキ生徒会 （4月20日、グローリークエスト）
- 牢屋に棲む淫女 （4月20日、S＆Mスナイパー）
- 快楽に堕ちた女に大量の精子を中出しして孕ませてやる！（4月25日、美人魔女）
- 街で噂の小料理屋の美人女将 （4月25日、AVS collector's）
- 催眠光線で支配された家族 （5月3日、SODクリエイト）
- ハネ腰！爆イキ！必ず潮吹く痙攣出張エステ （5月19日、VENUS）
- 挑戦（チャレンジ）SEX9射精 （5月25日、セレブの友）
- 性感セラピスト倶楽部 美人妻の癒しのデトックス （6月1日、Fetish Box/妄想族）
- 旦那からの着信は不倫セックス中！！不倫相手に促され電話に出た人妻は、必死に喘ぎ声を押し殺してはいたが、行為がエスカレートし興奮度はMAXに！絶対にバレてる！？ 3 （6月9日、ケイ・エム・プロデュース）
- 人妻夜這いレズ 〜百合が咲き乱れる、ひと夏の恋。〜 （6月13日、マドン）
- 汗だく性交撮影終了後の、性も根も尽き果てた鉄板女優を、再び即激ハメ性交！ 燃え尽きたカラダは、再び発情するのか？ （6月19日、TEPPAN ）
- 川上ゆうプライベート調教記録　シリーズ日本のマゾ女鏡子VOL.12 （6月20日、タイト）
- 魔法美魔女仮面フォンテーヌ 〜禁断の夢艶肢体〜 （6月23日、GIGA）
- デカチン少年ウマオ君の近所のおばさんドマゾ化計画。〜家政婦おばさん編〜 （7月13日、MARX）
- 義母とのレズに溺れて…。〜旦那の知らない義母娘レズビアン〜（7月25日、ビビアン）
- 女の子になって、レズ責めされちゃった僕。2（7月25日、ムーディーズ）
- ワキ臭くないですか？ （8月20日、レイディックス）
- 感じすぎていっぱいおもらしごめんなさい…8（8月25日、セレブの友）
- 官能小説 肉体操作 息子の嫁を…〜淫謀と屈辱〜 （9月1日、マックスエー）
- マニアの生贄 （9月1日、アタッカーズ）
- 会員制高級M性感 特A痴女秘密クラブ （9月7日、プレミアム）
- 部長の奥さんがエロすぎて… （9月13日、VENUS）
- 痴女＆M女の性癖を併せもつ究極のAV女優 （9月25日、セレブの友）
- 小姑と鬼嫁 女のプライドと情念のレズバトル （10月5日、センタービレッジ）共演：円城ひとみ
- 媚薬の野外露出SEX （10月13日、セレブの友）
- 媚薬で性感上昇！！ おかしくなるまで焦らされて、快感地獄の虜になった人妻の野外露出SEX （10月13日、オルガ）
- 体調不良で学校を休んだ僕が居ることを知らずに父ちゃんが近所で美人と評判の奥さんを家に連れ込み中出しセックス！ピロートークでくつろぎ中に母ちゃんが突然の帰宅！！慌てた父ちゃんは裸同然で奥さんを外に追い出すと困った奥さんが僕の部屋にやってきた！！（10月19日、VENUS）
- 感じるとすぐおもらししちゃうそんな２人を見てみたい （10月25日、セレブの友）
- ガチンコ全裸レズバトル 9 （11月2日、ROCKET）共演：春原未来、羽月希、神ユキ
- 汚辱の女 （11月3日、ワープエンタテインメント）共演：川崎紀里恵
- 媚薬のレズビアンSEX （11月13日、セレブの友）共演：きみと歩実
- オナニー中に強盗に押し入られバイブを固定させられたまま白濁を垂れ流す淫乱妻は家族が帰ってきてもバイブをブッ刺したままバレないようにイキまくる （11月19日、VENUS）
- ヘンリー塚本 接吻クレイジー 第二弾！！ （12月13日、FAプロ）オムニバス作品
- 絶頂2穴オイル高級エステサロン 人妻アナル濃密肛交レズ （12月15日、ピーターズ）
- ムッチリ美巨尻マニアックス （12月25日、マックスエー）

- 昭和人妻キネマ館 座敷牢 （1月7日、ルビー）
- 母娘強制懐妊 絶望実況配信 （1月13日、オーロラプロジェクト・アネックス）
- 挑発淫語痴女ザーメン搾り取りSEX （1月13日、セレブの友）
- 貧乏人のいい女のおいしい肉体 （1月13日、FAプロ）
- 母姦 Rec-2 過激生投稿 日頃から気になって仕方ない母の無防備なブラチラとピタパン尻に童貞息子の欲望が爆発 家族の目を盗んで撮影された筆おろし近親相姦映像を完全収録 （1月19日、ディープス）
- AV現場の舞台裏をオフレコ盗撮！？ 川上ゆうがセックス撮影直前の男優を寸止め手コキでマジ誘惑！！ （1月19日、ワープエンタテインメント）
- 縄奉仕 （1月20日、ヴァンアソシエイツ）
- 挑発淫語痴女ザーメン搾り取りSEX （2月1日、セレブの友）
- プライベートはガードが堅いと噂の風間ゆみが元お笑い芸人に堕ちるまでの1ヶ月間を密着盗撮！！ （2月1日、マドンナ）
- 寸止め義母 地獄の亀頭ぱんぱん淫語タイムから一気にスーパーひゅるひゅる大射精天国へと僕をいざなう超絶じらしセックス （2月1日、VENUS）
- 縄奉仕　弐 （2月20日、ヴァンアソシエイツ）
- 奴隷制度復活 弄ばれる美しき女体 （3月13日、FAプロ）
- わ・た・しテニスはじめました！ （3月13日、AVS collector's）
- 本音でぶつかるネイキッドレズビアン ～2人が1日で愛し合う為のプロセス～ Vol.2 （3月19日、レズれ！）
- 緋縮緬地獄 （3月23日、スリートップパブリッシング）
- 絶対本番出来る生中出し風俗嬢 （3月25日、マックス・エー）
- 【帰ってきた】おじさんぽ 18「すぐ（チ○ポ）欲しくなっちゃう…、病気かな？」とか言っちゃう清楚系スケベ妻と下町探索お散歩デート （3月25日、ビッグモーカル）
- 川上ゆうにレズテクで勝ったら1000万円 （4月12日、ROCKET）
- 屈辱パワハラNTRドラマ 美しい部下の妻 （4月13日、AVS collector's）
- レスボスの掟 復讐の奴隷化調教 （4月19日、シネマジック）
- 新橋・おもてなしM性感 手コキConcierge-コンシェルジュ Special Companion （4月25日、アロマ企画）
- 狂気のレズ拷問 ～オカシクなるまで絶頂させる女の残酷～ Episode01:恥辱と悲哀の痙攣百合処刑 （4月25日、BabyEntertainment）
- 欲求不満の女たち カラダが疼く独り寝の夜 （5月1日、FAプロ）
- 父子家庭で女っ気がない僕の家にやってきた家事代行サービスのおばさんはパン線くっきりのピタパン尻美人！無防備に突き出されたスケベ尻に即勃起した童貞の僕は背後から猛烈ピストンで突きまくり！抵抗されると不幸話で母性をくすぐりそのまま中出し童貞卒業してしまった！ （5月7日、VENUS）
- お漏らし痴女の淫語責めSEX （5月13日、セレブの友）
- 五反田シルキータッチ （5月25日、アロマ企画）
- 川上ゆうがごめんなさいと言うまでイカせ続けた件 （6月13日、セレブの友）
- 童貞息子は絶倫少年 （6月14日、センタービレッジ）
- M×Mレズビアン2 （6月25日、セレブの友）共演：波多野結衣
- おま○こギリギリの誘惑 母さんのパンティはTフロント （7月1日、VENUS）
- ぬるぬるスローオイルフェラ （7月13日、アロマ企画）オムニバス作品
- 禁断介護 （7月19日、グローリークエスト）
- 僕が愛したリアルダッチドール9 （7月25日、セレブの友）
- 突然押しかけてきた嫁の姉さんに抜かれっぱなしの1泊2日 （8月13日、VENUS）
- お義母さん、にょっ女房よりずっといいよ…（8月16日、タカラ映像）
- ささやき誘惑中出し学園 （8月25日、本中）
- パンスト放尿 ピッチリ密着したパンスト股間から溢れ出るオシッコ （9月20日、レイディックス）
- 威圧系 淫語と軽蔑 言葉責め痴女 （9月20日、レイディックス）
- ささやかな幸せの崩壊 夫の前で、美しい妻と娘（18）を襲う終わりなき凌辱 （9月25日、オーロラプロジェクト・アネックス）共演：瀬名きらり
- レジェンド女優同性愛 愛と涙の3Pレズビアン （9月25日、セレブの友）共演：風間ゆみ、翔田千里
- 私だけのレズビアンペット （10月7日、マドンナ）共演：神宮寺ナオ
- 異母姉妹なのに性癖が似すぎている件 （10月13日、セレブの友）共演：風間ゆみ、翔田千里
- SEXYランジェリー訪問販売員の猥褻中出しセールス術 （10月19日、VENUS）
- 家族揃ってカラダで稼ぐ売春母子家庭2 （11月25日、セレブの友）共演：永井みひな、高杉麻里
- 腿こきマダム5 （12月26日、アロマ企画）オムニバス作品
- 義理の息子 性欲の強い息子にめろめろにされた義母 （12月27日、タカラ映像）

- 友達の母親～最終章～ （1月3日、センタービレッジ）
- 一年分の快感を五分で味わう兄の嫁の人生を変えた深イイ絶頂セックス（1月13日、VENUS）
- ポルチオ残酷レズ折檻 愛、凌辱 Ⅲ（1月19日、レズれ！）共演：藍川美夏・兎女鬼・真咲南朋
- くノ一 女忍者陵辱 媚薬と魔羅の快楽地獄（1月25日、グローバルメディアエンタテインメント）
- 川上ゆうが永井みひなと高杉麻里のオマ○コ重ねてまとめてイカせるガチレズ同性愛SEX!ドMな2人は川上ゆうの激しいレズ責めにお漏らししながらエビ反り絶頂!!（1月25日、セレブの友）共演：永井みひな、高杉麻里
- デカ尻をクネらせカメラに毛むくじゃらなマ○コを見せつけながら極太ディルドをずっぽし挿入…ガニ股杭打ちピストンでケモノのように喘いでお漏らししながらエビ反り絶頂する！こんな下品なオナニーを見たことあります？ （2月19日、）オムニバス作品
- 百岡いつかのレズ処女を川上ゆうが奪う同性愛（レズビアン）SEX （3月25日、セレブの友）共演：百岡いつか
- 親戚のおばさんに筆おろしされた僕。リターンズ 7（4月5日、LEO）共演：音羽文子、森沢かな
- 女×男×女のハーレム密着 本気モードSEX （4月13日、セレブの友）共演：百岡いつか
- 催眠洗脳された巨乳妻は嫌がりながらも淫乱ビッチになっていた（4月25日、ダスッ！）共演：波多野結衣
- 息子の目の前で犯される妻（4月26日、人妻花園劇場）
- 朗報です。お酒が回ったほろ酔い人妻は無性に男（ダンナ以外）が欲しくなる時があるらしい…。（5月1日、LEO）オムニバス作品
- 母娘輪姦強制懐妊 どうすることも出来ない....愛する妻と娘に注がれ続ける獣達の絶望子種汁 （5月13日、オーロラプロジェクト・アネックス）共演：有栖るる
- はだかの主婦　練馬区在住（6月1日、プラネットプラス）
- カノジョに試してみようとコッソリ買った媚薬を、なんだか怖いのでまずは身内で実験。すると、急にエロくなって所かまわず僕を求めてくるっ！（6月7日、LEO）
- 貴女は私だけのもの ～年上の後輩を愛した年下の先輩レズビアン～（6月7日、マドンナ）共演：美谷朱里
- 墜とされた女将と娘 母娘同時強制懐妊 孕むまで輪姦され、精液を注がれ続ける2人の美麗奴 （6月13日、オーロラプロジェクト・アネックス）共演：森下美怜
- 超ハードコア飲尿レズパーティ ―憧れの葉月さんはオシッコを飲まされて悦ぶ変態マゾお嬢様でした―（6月19日、エムズビデオグループ）共演：葉月桃、神納花、笹倉杏、柏木恵
- 悩殺熟女ランジェリーナ（6月25日、セレブの友）
- 人妻捕鯨船 水着の三十路美熟女 大量潮吹きドキュメント（6月28日、グローバルメディアエンタテインメント）
- 文学系の母親が息子の友達を抵抗できないように拘束して中出しさせるじわじわねっちょり淫語たっぷりセックス（7月7日、VENUS）
- 未亡人の義母と戯れて…（7月12日、なでしこ）
- わたしは性処理ドール オチ○ポ娘の～オトコノ娘レズビアン～（7月25日、TRANS CLUB）共演：姫百合梓
- 性欲が強すぎる母（浮気癖あり）に、愛する彼氏を寝取られた。 （8月13日、VENUS）
- 息子を交姦する美人母たち スワッピング中出し近親相姦 （9月19日、センタービレッジ）
- 「限界まで我慢させたら、この子のチンチンとんでもなく美味しくなるに違いないわ！」息子のチ●ポに貞操帯をつけて射精管理をはじめたサディスティック母！極限まで寸止めを繰りかえしてからドすけべマ●コでザーメンをたっぷり搾り獲るちんぐりプレス騎乗位！！！！ （9月19日、VENUS）
- 義父は知らない僕と母の近親相姦 （9月26日、タカラ映像）
- 緋縮緬地獄～落花母娘篇～（11月22日、スリートップパブリッシング）
- 緊縛調教妻　絆縛の淫果律（12月19日、グローバルメディアアネックス）

- 熟女の髪を汚したい ～髪射～（1月9日、レイディックス）
- 臭いチ○ポとザーメンが大好きな淫語痴女・川上ゆうのSEX（1月13日、セレブの友）
- 崩れてく親子愛 （2月13日、タカラ映像）
- 私は快楽狂いのド淫乱オナニスト 5（2月13日、セレブの友）
- レンズに付いた精子をベロベロ舐めるメガネ顔面発射（3月12日、レイディックス）オムニバス作品
- 母親を自分のものにするために貞操帯をつけ無理矢理禁欲させる息子（4月1日、VENUS）
- デカ尻どスケベ淫乱熟女！！ （5月19日、MARRION）
- 同窓会で久しぶりに元彼と再会した私は、夫が出張でいないこの3日間…彼に中出しされて何度もイキました。 （5月21日、センタービレッジ）
- 強制射精で男を骨抜きにするガニ股痴女の騎乗位 ６SEX 2（5月25日、セレブの友）オムニバス作品
- 母子姦（8月20日、グローリークエスト）
- 昭和 戦時中を生きた哀しき女 兵隊と義父の慰み者にされた人妻（8月28日、グローバルメディアエンタテインメント）
- 嵐の夜、会社に閉じ込められた女上司と二人きり（9月25日、グローバルメディアエンタテインメント）
- 緊縛調教妻 田舎の淫習に囚われた未亡人 縄快楽の呪縛と隷属する悦びに堕ちて…（10月13日、グローバルメディアアネックス）
- 野外レイプ 人里離れた山奥でサイコパス強姦魔に襲われ、泣き叫ぶ声も虚しく泥まみれで犯された人妻たち（10月25日、グローバルメディアエンタテインメント）オムニバス作品
- 兄の妻 心と身体が求めた愛の夜（11月12日、タカラ映像）
- 母娘強制懐妊 絶望実況配信（12月13日、オーロラプロジェクト・アネックス）
- 新・麗しの熟女湯屋 濃厚ねっとり高級ソープ（12月25日、グローバルメディアエンタテインメント）

- 欲求不満な息子の嫁に誘惑されて（2月1日、プラネットプラス）
- 川上ゆう 噛んで犯る（2月11日、レイディックス）
- インテリママのスパルタ性教育 （3月19日、KSB企画/エマニエル）
- 清楚な装いでエロい体を見せつけ丁寧淫語挑発（3月25日、アロマ企画）オムニバス作品
- 強制鼻フック牝豚鼻ザーメン（4月8日、レイディックス）オムニバス作品
- 腋が好きな男子、お姉さまのフェイスロック＆手コキで昇天する（4月25日、アロマ企画）オムニバス作品
- レズビアンに囚われた女潜入捜査官 スピンオフ作品 制服潜入捜査官 ～パパ活の裏側を暴く正義のレズビアン～（5月7日、ビビアン）共演：吉良りん、仲沢ももか
- 百戦錬磨の有名AV女優がメンズエステに転職したら色気とフェロモンが凄すぎて客を骨抜きにすることなど容易説（5月19日、アロマ企画）オムニバス作品
- 母と娘 輩達の鬼輪姦の末、絶望交換種付け 「あゝ私の目の前で、彼氏（婚約者）がお母さんの中に射精して、私の膣中には....」（6月13日、オーロラプロジェクト・アネックス）
- 嫁の母と禁断性交 其の拾九 妻よりもお義母さんの方がいいよ…（6月25日、グローバルメディアエンタテインメント）
- 「大好き…」と耳元で甘く囁かれ続けながらち○ぽ美味しそうにしゃぶられ続ける（7月13日、アロマ企画）オムニバス作品　共演：羽田希
- 文系お姉さんの淫語ささやき騎乗位でねっちょりぐっちょり何度も中出しされた僕。（8月25日、痴女ヘブン）
- ママシ●タ実話（11月2日、グローリークエスト）
- おち○ぽ大好きお姉さんのフェラチオは好きですか？ ２（12月21日、グローリークエスト）企画作品
- たびじ 母と子のふたり旅（12月23日、タカラ映像）
- 妻みぐい不倫旅行 ゆう（仮名）（12月27日、MERCURY（マーキュリー））
- 昭和の夏 戦時の女たち（12月29日、グローバルメディアエンタテインメント）共演：翔田千里、塚田詩織、横山夏希

- 生贄夫人縛る（1月4日、アタッカーズ）
- ぬるべちょ熟女レズビアン 快楽を貪る激しくも濃厚な同性愛ねっとり交尾（1月25日、グローバルメディアエンタテインメント）共演：翔田千里
- 川上ゆうプライベート調教記録　シリーズ日本のマゾ女鏡子VOL.13 （2月1日、タイト）
- 唾液が愛液 ベロ交尾（2月10日、レイディックス）
- おばさん女上司と残業セックス中出しオフィス（4月7日、センタービレッジ）
- 小説家に飼われた編集者の妻（5月20日、プラネットプラス）
- 憧れの女上司と（5月24日、タカラ映像）
- 真・異常性交 四十路母と子 其の弐拾弐 近親相姦で初めて知った夫以外の魔羅の快楽（5月24日、グローバルメディアエンタテインメント）
- 媚薬を飲んで感度100倍 母と息子が狂ったように求めあう濃厚中出しセックス（6月14日、VENUS）
- 「母さんみたいなおばさんが好きなの？」熟女AVを見てるのがバレたら母親に中出ししてた（6月23日、センタービレッジ）
- 見境なく男を喰い漁るセックス依存妻（8月2日、KSB企画/エマニエル）
- パートから帰ってきた母親のツンと鼻をつく汗の匂いで理性を失った息子（8月16日、VENUS）
- 夕顔夫人（9月6日、アタッカーズ）共演：みひな
- 強制スワッピング＆種付け輪姦（9月13日、オーロラプロジェクト・アネックス）共演：黒川すみれ
- レズ解禁（9月20日、プレミアム）主演：竹内有紀、共演：加藤ツバキ
- ホテルで働く淫乱コンシェルジュの中出し接客サービス（10月6日、センタービレッジ）
- 女社長の性欲（11月8日、タカラ映像）
- 「おばさんの下着で興奮するの？」脱ぎたてのパンティで甥っ子の精子を一滴残らず搾りとる叔母（11月15日、VENUS）
- 初めて彼女が出来たのに…彼女のお母さんに童貞を奪われた（11月17日、センタービレッジ）
- 生意気で大嫌いな息子に犯され続けて屈辱支配された母親（12月1日、センタービレッジ）

- はだかの訪問介護士（1月5日、プラネットプラス）
- アパートの隣りに引っ越してきた魅惑のシングルマザーと中出し求愛性交（1月17日、VENUS）
- 入院生活が長過ぎておばさん看護師の透けパン尻でも余裕で勃起してしまう僕 5（1月19日、LEO）共演：加藤あやの　オムニバス作品
- 1カ月禁欲したどエロいベテラン女優二人を密室に閉じ込める。（2月14日、ビビアン）共演：紗々原ゆり
- 発情母（2月20日、プラネットプラス）
- 僕に媚薬を飲ませてむっちりボディとかわいい笑顔で痴女るお母さん（2月21日、ルビー）
- 母の尻 抜き挿し丸見え近親相姦 其の九（2月28日、グローバルエンタテインメント）
- 淫語女子アナ 31 エロ穴ラスボス降臨 川上ゆうSP（3月9日、ROCKET）
- 色白デカ尻の家事代行おばさんに即ハメ！ 21 （3月21日、ディープス）
- 綺麗な近所の奥さんが（4月11日、タカラ映像）
- 美乳と膣内を粘着マッサージでまさぐられ失禁するほどイカされる人妻性感中出しサロン 夫のために綺麗になりたかっただけなのに―。（4月25日、VENUS）
- 隣に住む自称臨床心理士に精神安定剤を処方され廃人になった美人妻（4月30日、マザー）
- 母子交尾 [日光男鹿岳路]（5月2日、ルビー）
- いじわるご奉仕 癒しの巨尻ソープ嬢（5月2日、MARRION）
- ゆう先生が赤ちゃん言葉で好きなだけ甘えさせてくれるおとなの中出し保育園（6月13日、VENUS）
- 見れば絶対妻をイカせられるセックスレス夫婦のためのHow to SEX-入門編- （6月20日、溜池ゴロー）
- 乃々瀬あい レズ解禁 百合の天国、女子校で担任の大人の色気に惹かれた私（6月22日、アイエナジー）
- ヤリマンワゴンが行く！！ハプニング ア ゴーゴー！！ 川上ゆうとリズの珍道中 浅草チ○ポ食べ歩き編（7月4日、桃太郎映像出版）
- 義母さんだって孕みたい。（8月8日、タカラ映像）
- 修道女ゆうの告白 朱き唇褪せぬ間に（8月15日、ルビー）
- 先輩の奥さんと即ハメW不倫（8月15日、VENUS）
- 夫の友人に中出しされてしまった人妻（9月19日、VENUS）
- オフィスで2人きりになった瞬間にセックスする女上司と部下（10月10日、VENUS）
- セーラー服熟女失禁羞恥（10月26日、レイディックス）
- ロングスカート内クンニで発情した母親が即ハメ要求してくる激イキ中出し相姦（11月7日、VENUS）
- 薬で眠らせた母親を人妻好きのネット仲間に売っている息子（12月19日、VENUS）

- 性処理妻（1月30日、タカラ映像）
- 大好きな母親にこっそりザーメンを飲ませたい 精飲中出し相姦（1月30日、VENUS）
- 禁断の欲情を抑えきれず義息の男根にむしゃぶりつくご無沙汰義母（3月5日、プラネットプラス）
- 入居したら男は僕ひとり！帰宅して5秒でビンビンにさせてくれる性欲おばさんシェアハウスの日常（3月7日、DANDY）
- セフレの隣妻41歳と手を組んで…階下に住む美人シンママ26歳の使ってないオマ○コをみっちり舐め尽くし俺の巨根で飼い慣らす（3月20日、ナチュラルハイ）
- 搾精エンドレス中出しセックス 性欲旺盛な人妻薬剤師に勃起薬を処方された年下男子（4月2日、VENUS）
- お義父さんと息子美味しい親子丼の食べ方トリセツ（4月16日、ルビー）
- お酒のせいで不倫しました（4月30日、ルビー）
- 脚フェチの引きこもり童貞息子を優しく包み込む甘サドお母さん！（5月7日、KSB企画/エマニエル）
- 川上ゆうの初レズ奪い（5月23日、レイディックス）
- 引きこもりの童貞息子にカラダで償う美人の母親（5月23日、TMA）オムニバス作品
- 超絶スケベな叔母さんが甥の巨根に発情して腰振り騎乗位 最高のアヘ顔晒す口淫フェラ 大人の玩具で連続絶頂オナニー 時間を忘れ逢瀬を交わす濃密中出し情事（6月18日、VENUS）
- 「3分だけならいいわよ」バイト先のデカ尻おばさんに尻揉みさせてと頼んだら…パン染みジュワり！！ で無言の性交OKサイン？！（7月11日、DANDY）オムニバス作品
- 素人男性食べちゃいました―。川上ゆうが恋人気分で中出しセックスドキュメント（7月23日、VENUS）
- 高圧的で厳しい教育ママの下品すぎるオナニーは僕には刺激が強すぎて、勉強が手につかない。（8月13日、Hsoda）
- 美人女教師の彼女はクラスの担任で部活の顧問でボクの恋人～年上彼女と朝から晩まで禁断情熱中出しSEX～（9月3日、VENUS）
- 殿堂入り美熟女の競艶！セクシー女帝《川上ゆう》×フェロモンの化身《伊東沙蘭》！！（9月10日、アロマ企画）
- 夫に内緒で義父に頼んだ妊活（9月24日、タカラ映像）
- 娘の彼氏に抱かれた私。 無理矢理押し倒されたあの日からヤリまくった話（10月1日、アタッカーズ）
- おっパブ、ソープ、メンズエステ…どの店に行っても息子を溺愛する母親が抜きにくる風俗フルコース相姦（10月1日、VENUS）
- 2階のゴミ部屋から外に出れない息子の性欲を365日朝から晩まで世話をしています。（10月11日、ホットエンターテイメント）
- 卑猥語ベロチュー×乳首弄りオーガズム！！（11月12日、アロマ企画）オムニバス作品
- 嫁の母と禁断性交 其の伍拾四 妻よりもお義母さんの方がいいよ…（11月26日、グローバルメディアエンタテインメント）
- 玉が空っぽになるまで精液を搾りとる！出張オイルマッサージ（12月5日、プラネットプラス）
- 緊縛調教妻　奴隷市場の人妻たち（12月10日、グローバルメディアアネックス）
- 私の旦那を誑かした泥棒猫の藍を好き放題レ×プしてくれない？（12月24日、VENUS）

- 近ごろ豊満な熟女体型を気にしはじめた嫁の母が恥じらう姿に僕は勃起してしまった（1月7日、VENUS）
- 欲求不満の人妻Gメンは自分好みの万引き犯を捕まえると股間が疼いて誘惑せずにはいられない（1月16日、センタービレッジ）
- 四十路の小柄ムチムチ奥さん熟年の性欲が止められなくて…夫以外のチ●ポに喰らいつく！（1月21日、あたご屋/エマニエル）
- お前の嫁って最高だな（1月28日、タカラ映像）
- 史上最大のデカチンからザーメンを搾り取る人妻（1月28日、マザー）
- 噂の引っ越し業者は巨乳でプリプリお尻のピタパンお姉さん（2月5日、プラネットプラス）

2009年
- フェラコレ 熟女編 No.4（3月15日、ハヤブサ）企画物・出演時間4分
- 制服美人お姉さん26人の、濃厚スペルマごっくん手コキ240分!（5月19日、ROOKIE）企画物・出演時間8分
- 女子社員の尻臭に濡れる女社長（7月1日、シネマジック）出演時間4分 主演:夏芽涼、篠原ケイ
- フェラコレ特別編 3時間まるごとWフェラ（8月15日、ハヤブサ）企画物・出演時間9分 共演:蒼木ゆきな
- 人妻のフェラ 2（8月17日、なでしこ）企画物・出演時間5分
- こだわりの手コキ 人妻編 5（10月15日、ハヤブサ）企画物・出演時間7分
- 嫁の母（12月25日、マドンナ）主演:牧原れい子

2010年
- 張り型チンポ自慰 04（1月1日、ワンズファクトリー）企画物・出演時間12分
- フェラコレ2010冬SP（1月15日、ハヤブサ）企画物・出演時間5分
- こだわりの手コキ 人妻編 6（2月25日、ハヤブサ）企画物・出演時間7分
- ズボ入れマジイキ バイブオナニー 2（4月1日、ワンズファクトリー）企画物・出演時間12分
- 2回連続大量ザーメン激顔射 3（4月1日、ヴィ）企画物・出演時間10分
- こだわりの手コキ 人妻編 7（5月25日、ハヤブサ）企画物・出演時間6分

2011年
- こだわりの手コキ 人妻編 10（3月25日、ハヤブサ）企画物・出演時間8分

2012年
- 接吻されながらエロ目線で見つめられながらシコシコ手こきをしてくれる人妻たちII（4月25日、ハヤブサ）企画物
- 超快感フェラチオ 義姉、義妹、義娘のフェラは気持ちよすぎてザーメン大量発射（5月25日、ハヤブサ）企画物
- 結城みさの卑猥なケツと太腿に見とれていたらトンデモなくエロい展開になってしまった件（8月13日、アロマ企画）主演・結城みさ

2013年
- 乳房 (やる!)（2月13日、FAプロ）企画物・出演時間4分
- 貴方のザーメン抜いてあげる 神技のキス、手コキ、フェラで抜く女子たち（5月13日、ハヤブサ）企画物
- 秘密の穴場！！ヌキありエステ店！！ メンズマッサージ店の特別サービスは手こき＆フェラ（6月13日、ハヤブサ）企画物

2014年
- 地獄のレディアタッカーズ5 白衣の拷問（8月7日、アタッカーズ）主演:志保、桐原あずさ

2018年
- 撮影カメラの前でおしっこする女たち 74人74発！（6月7日、グローリークエスト）企画物・出演時間30秒

2019年
- イケメン男子のセンズリを見ていたら発情しちゃった美熟女に中出し（2月1日、熟女JAPAN）企画物・出演時間4分

2024年
- カメラの前でおしっこする女 5（11月26日、グローリークエスト）企画物・出演時間30秒

2009年
- 川上ゆう、震度・7。（8月21日、大洋図書）
- ザ・ベリーベストオブ川上ゆう（9月1日、シネマジック）
- 極選!!ゴールデンベスト 華靡BOX 540分（10月20日、スターパラダイス）※同僚の清楚妻…未公開映像収録

2010年
- 乱れた人妻たち（1月15日、なでしこ）※「乱れる人妻」再編集版
- SOFT ON DEMAND 15周年記念BOX（1月28日、SODクリエイト）※撮り下ろし収録作タイトル「狂おしき接吻と情交 新妻と義父」メーカー：ヒビノ
- 私たち熟女のフェラチオ見てください 大人美人40人の極上テクニック（7月23日、なでしこ）「人妻のフェラ 2」再編集版
- 永久保存盤 美熟女LevelAセレクション 川上ゆう 真性！絶淫ファック 3時間BEST（9月20日、スターパラダイス）
- 人生いろいろ（10月25日、FA）
- 川上ゆうスペシャル！（12月23日、AROUND）

2011年
- Best of 川上ゆう（2月4日、アウダースジャパン）
- 奴隷市場の女 ザ・ベスト（6月1日、シネマジック）
- 女優ベスト 川上ゆう（8月19日、ドグマ）
- 川上ゆうの世界（9月13日、AVS collector's）
- 丸ごと！川上ゆう8時間（11月7日、マドンナ）

2012年
- 陵辱スペシャル川上ゆう 4時間（3月1日、中嶋興業）
- 川上ゆう尽くし！ 8時間（5月13日、溜池ゴロー）
- 川上ゆう 8時間（6月13日、ハヤブサ）
- ドM美女神 川上ゆう 16時間（6月19日、ROOKIE）
- ザ・ベリーベストオブ川上ゆう2（8月1日、シネマジック）

2013年
- 丸ごと！川上ゆう8時間 SPECIAL（5月7日、マドンナ）
- ザ・ベストオブ奴隷サーガ（5月19日、シネマジック）
- 川上ゆうがたっぷり8時間！！（5月25日、ハヤブサ）

2015年
- 〜緊縛〜 川上ゆうスペシャル（11月20日、ヴァンアソシエイツ）

2017年
- 川上ゆう 10年ベスト(2月3日、ドリームチケット）

2018年
- S級熟女コンプリートファイル 川上ゆう6時間 其之参(3月13日、VENUS）
- ザ・ベリーベストオブ 川上ゆう3(10月7日、シネマジック）
- 川上ゆう SUPER BEST COLLECTION(10月26日、オルガ）

2019年
- 川上ゆう21時間1分ベスト（1月13日、セレブの友）共演：波多野結衣、風間ゆみ、水野朝陽、きみと歩実
- まるっと! 川上ゆう（2月1日、プラネットプラス）
- 川上ゆう全仕事 8時間2枚組（2月7日、ルビー）
- 川上ゆうFirst Best 10作品8時間 (3月28日、センタービレッジ）
- S級熟女コンプリートファイル川上ゆう 6時間 其之四（2月13日、VENUS）
- 川上ゆう 7本番×4時間 (4月25日、マックスエー）
- 川上ゆう 極上映像4時間 vol.2 (7月19日、ルビー）

2020年
- S級美熟女ベスト 川上ゆう 4時間 美尻妖艶マドンナ (7月7日、Mellow Moon）
- S級熟女コンプリートファイル川上ゆう 6時間 其之伍 (9月7日、VENUS）
- とっておきの川上ゆう 4時間(12月19日、エマニエル)

- 女が教えるスローペッティング＆SEXテクニック（2010年12月23日、SODクリエイト）
- コカレマクリ（2011年3月19日、Milf/妄想族）主演：飯倉えりか
- 私が感じる物語 「隣人に調教される団地妻」（2011年9月25日、STAR PARADISE）主演作品、共演：美咲結衣
- 引退 結城みさ（2014年11月13日、溜池ゴロー）主演：結城みさ 監督・競演：川上ゆう

### イメージビデオ
- ALL NUDE 川上ゆう（2011年11月25日、Air Control）
- 熟パンチュ（2013年9月15日、ワニッチ）
- ゆうと一緒に旅気分〜オンリーユウ〜（2013年12月26日、オルスタックソフト販売）
- 艶裸（2015年3月5日、Rebecca）
- Aphrodite（2019年2月1日、ファインピクチャーズ）※Blu-ray同時発売

### オリジナルビデオ
- 緋縮緬地獄（2018年3月23日、スリートップパブリッシング）共演：川崎紀里恵 ※映像化DVD+原作小説のセット
- 緋縮緬地獄 ～母娘涙篇～（2019年1月25日、スリートップパブリッシング）共演：川崎紀里恵 ※映像化DVD+原作小説のセット
- 緋縮緬地獄 ～落花母娘篇～（2019年11月22日、スリートップパブリッシング）共演：川崎紀里恵 ※映像化DVD+原作小説のセット

## 書籍・その他

### 写真集
- First（2011年11月25日、ジーオーティー、撮影：イワタ）ISBN 978-4-8608-4756-2
- 裸婦（2012年4月25日、双葉社、撮影：沢渡朔）ISBN 978-4-5753-0419-0
- 艶ぱら（2013年4月26日、竹書房、撮影：野川イサム）ISBN 　978-4-8124-9403-5
- 川上ゆうヌード大全集（2014年7月11日、双葉社、撮影：沢渡朔）ISBN 978-4-5753-0698-9
- W 川上ゆう写真 [ウーマン]（2015年9月29日、徳間書店、撮影：大塚咲）ISBN 978-4-1986-4021-7
- 美熟ヌードポーズ集（2017年2月15日、双葉社、撮影：佐藤まさよし）ISBN 978-4-5753-1219-5、他の出演：白木優子、北条麻妃

### ムック本
- 川上ゆう緊縛写真集（2016年7月27日、大洋図書）ISBN 978-4-8130-7458-8
- 川上ゆう プライベート調教録 完全版（2017年7月19日、三和出版）ISBN 978-4-7769-1747-2
- M覚醒!! 清楚妻 闇の肉宴（2018年7月11日、マイウェイ出版）ISBN 978-4-8651-1960-2、他の出演：愛華みれい、凉川絢音、篠田ゆう、枢木みかん、美谷朱里 ほか

### 新書
- 「もっと愛される」30歳からのモテSEX（2014年5月20日、双葉社）ISBN 978-4-5753-0648-4

### 文庫
- 夜に堕ちる人妻 （2013年11月29日、竹書房文庫、著者：草凪 優）ISBN 978-4-8124-9757-9、表紙グラビアに出演
- ソノ先が、知りたくて （2016年2月9日、双葉文庫、著者：川上ゆう）ISBN 978-4-5755-1866-5、自伝的青春官能小説

### 連載コラム
- 川上ゆう様、菩薩さまっ！（2019年5月23日[10]‐2019年09月26日[11]、東スポ裏通り）
- 「川上ゆうの”迷宮”ママ日記」〜新宿ラウンジバー・ラビリンスより〜（2022年1月14日[12]-3月31日、HerHersメンバーズマガジン）

### 雑誌

#### 森野雫 名義
2004年
- ナマしてッ!!いいよ♡ 12月号 vol.17（12月1日発行、マイウェイ出版）

- スーパー写真塾 1月号（1月1日発行、コアマガジン）目線モザイク。
- do-up!ドアップ! vol.16（1月1日発行、マックスコーポレーション）
- やさしくしてね!! 2月号（2月1日発行、マックスコーポレーション）
- YES!! #09 do-up! 3月号増刊（3月31日発行、マックスコーポレーション）
- もっとやさしくしてね!! vol.5 やさしくしてね!!4月号増刊（4月1日発行、マックスコーポレーション）
- スーパー写真塾 DVD VOL.1 スーパー写真塾5月号増刊（5月1日発行、コアマガジン）
- チョーギャオス vol.26（5月1日発行、東京三世社）
- スウィート・エンジェル Mar.2005 vol.3（5月15日発行、雄出版）
- 激辛!! 純愛GUMI vol.1 やさしくしてね!!6月号増刊（6月1日発行、マックスコーポレーション）
- Gotcha! ガッチャ! vol.8 shuffle! 6月号増刊（6月30日発行、マックスコーポレーション）
- ラブスポ vol.4 熱写DVD8月号増刊（8月1日発行、東京三世社）
- S&Mスナイパー 9月号（9月1日発行、ワイレア出版）
- チョーギャオス vol.28（9月1日発行、東京三世社）
- do-up!ドアップ! DVD vol.1 do-up!9月号増刊（9月1日発行、マックスコーポレーション）
- 女尻姦 VOL.1 やさしくしてね!!9月号増刊（9月30日発行、マックスコーポレーション）
- チョーマッハ!! vol.21（10月1日発行、東京三世社）
- S&Mスナイパー 11月号（11月1日発行、ワイレア出版）

- チョーマッハ!! IKETERU DVD VOL.1 熱写DVD1月号増刊（1月15日発行、東京三世社）付録DVDの出演なし。
- モォ・ガール 4月号 No.19（4月1日発行、マックスコーポレーション）
- 攻めてるッお姉系!! vol.4 やさしくしてね!!6月号増刊（6月30日発行、マックスコーポレーション）
- @BUNTA あっとぶんた 11月号（11月1日発行、コアマガジン）
- チョーマッハ!! IKETERU DVD VOL.3（12月1日発行、東京三世社）付録DVDの出演なし。

- @BUNTA あっとぶんた 3月号（3月1日発行、コアマガジン）06年11月号の一部を再録。
- @BUNTA あっとぶんた 7月号（7月1日発行、コアマガジン）06年11月号の一部を再録。

#### 川上ゆう 名義
2007年
- おもらし倶楽部 42号（8月27日、三和出版）おむつ倶楽部 予告編
- スパンキング倶楽部 第一号（9月15日、三和出版）
- おむつ倶楽部 01号（9月29日、三和出版）

- おむつ倶楽部 02号（1月29日、三和出版）
- スパンキング倶楽部 第二号（2月15日、三和出版）
- スパンキング倶楽部 第三号（6月16日、三和出版）
- S&Mスナイパー 11月号（9月27日、ワイレア出版）
- ナンパーセレブ 12月号 Don't12月号増刊（10月22日、サン出版）
- SMネット 12月号 No.016（10月23日、サニー出版）
- WIFE ワイフ 〜鬼灯 ホオズキ〜（11月4日、富士美出版）
- HUgE（ヒュージ）2009年1月号（11月22日、講談社）荒木経惟ポラロイド 2ページ。
- 「東京恋愛」荒木経惟（12月25日発行、ワイズ出版）

- 漫画プラザ 2月号（1月8日、蒼竜社）
- スパンキング倶楽部 第四号（1月30日、三和出版）
- ザ・ベストMAGAZINE 3月号 No.298（1月24日、KKベストセラーズ）「永訣の秘事〜雪の奏鳴曲〜」
- SMネット 4月号 No.018（2月23日、サニー出版）
- 彼女H THE MOVIE 2（2月26日、大洋図書）「人妻 -特濃ハメハメ温泉旅行-」ダイジェスト。
- 杉浦則夫緊縛写真集 緊縛伽噺・伍（4月17日、三和出版）
- 週刊実話 5/7号（4月22日、日本ジャーナル出版）袋とじ『薄幸の喪服未亡人』（女犯）
- 月刊 マドンナハウス 6月号（5月2日、若生出版）仮名:川下ゆう として掲載。
- ウォーB組 6月号（5月9日、サン出版）インタビュー。
- 不倫若妻密会FILE THE DVD（5月11日、ミリオン出版）辻くるみ（ウーマンインサイド）として掲載。
- 「69猥景」荒木経惟（5月25日、タカ・イシイギャラリー刊）荒木経惟氏 個展作品集
- マガジン・バン 7月号（5月30日、サン出版）仮名:川村ゆみ として掲載。
- 実話大報 7月号（5月30日、ジーオーティー）
- ビデオ・ザ・ワールド 7月号（6月8日、コアマガジン）
- 週刊大衆 7/6号（6月22日、双葉社）『宴』グラビア。
- SMネット 8月号 No.020（6月23日、サニー出版）
- 極上女 流出FILE 1（6月27日、マイウェイ出版）辻くるみ（ウーマンインサイド）として掲載。
- サンケイスポーツ 第16550号（6月29日、産業経済新聞社）高須基仁の激ヤバAV嬢「川上ゆうにワクワク」
- 覗かれた隣りの人妻 週刊大衆臨時増刊8/9号（7月9日、双葉社）
- 週刊アサヒ芸能 7/23号（7月14日、徳間書店）『宴』グラビア。
- 日刊スポーツ 第22718〜20号（7月17日〜19日、日刊スポーツ新聞社）「超人気！熟女優密着インタビュー」
- 特選三十路妻 9月号（7月21日、笠倉出版社）
- スパンキング倶楽部 第五号（7月31日、三和出版）
- カルビPOWER 9月号（8月11日、若生出版）
- DVD人妻プレミアム VOL.2（8月19日、若生出版）
- ウォーC組 10月号（8月21日、サン出版）「苦情の罠」
- 『桃尻熟女の淫らな疼き』川上ゆうデジタル写真集（前編）（8月27日、桃太郎映像出版）ダウンロード専用の電子書籍。
- マガジン・バン 10月号（8月29日、サン出版）居酒屋「竜ちゃん」へいらっしゃ〜い 山本竜二氏インタビュー内で プチインタビュー。
- 月刊 マドンナハウス 10月号（9月2日、若生出版）
- 『桃尻熟女の淫らな疼き』 川上ゆうデジタル写真集（後編）（9月3日、桃太郎映像出版）ダウンロード専用の電子書籍。
- よろめき VOL.7 本当にあった浮気話10/25増刊（9月10日、ミリオン出版）
- FRIDAY Dynamite-ダイナマイト- 10/9増刊号（9月25日、講談社）「甘い完熟フェロモン」
- 月刊 Don't!ドント DVD 11月号（9月28日、サン出版）
- 「東京ゼンリツセンガン」荒木経惟（10月1日発行、ワイズ出版）
- 素人若妻ファイル 新妻発情中!!10月号増刊（10月発行、メディアソフト）辻くるみ（ウーマンインサイド）として掲載。
- ウォーA組 11月号（10月2日、サン出版）「変態妻白昼淫夢」
- 杉浦則夫緊縛写真集 緊縛伽噺・六（10月6日、三和出版）
- 人妻艶本 乱舞（10月15日、サン出版）「しびれくらげ〜後から前から〜」
- SMネット 12月号 No.022（10月23日、サニー出版）
- ザ・ベストMAGAZINE 12月号 No.305（10月24日、KKベストセラーズ）「不倫旅行物語…水上編」
- マガジン・バン 12月号（10月30日、サン出版）インタビュー。
- よろめきSpecial 艶 VOL.2（10月30日、ミリオン出版）
- 月刊 実話ナックルズ 12月号（10月30日、ミリオン出版）インタビュー。
- FRIDAY 11/20号（11月6日、講談社）袋とじ「安らぎのヌード」
- 本当にあったHな話 12月号（11月6日、ぶんか社）
- 人妻新鮮組 12月号（11月9日、竹書房）インタビュー。
- WIFE ワイフ 〜山茶花 サザンカ〜（11月11日、富士美出版）
- カルビPOWER 12月号（11月11日、若生出版）
- 本当にあったみだらな話 2010年1月号（11月17日、一水社）
- 夕刊フジ 第12283号（11月26日、産経新聞）「AV女優 女相鑑定」
- ZUBA! ズバッ！ 2010年1月号（12月1日、インフォレスト）波瀾万丈ヒストリー＝体験談を漫画化。
- FRIDAY SPECIAL '09総集編 12/21増刊号（12月7日、講談社）「癒しのヴィーナス」
- アサヒ芸能 12/17号（12月8日、徳間書店）インタビュー。
- べっぴんDMM 2010年1月号（12月16日、ジーオーティー）「べっぴんDynamite Interview!! 川上ゆう」
- ウォーA組Special 2010年2月号（12月16日、サン出版）
- ガチンコ 2010年2月号（12月17日、若生出版）
- FRIDAY Dynamite-ダイナマイト- 2010/1/5増刊号（12月22日、講談社）袋とじ「大人のヌード ベスト8人」
- SMネット 2010年2月号 No.023（12月22日、サニー出版）sunshop「奴隷市場の女3」イベント＆ドグマ・トークイベント レポート。
- よろめきSpecial 艶 VOL.3（12月25日、ミリオン出版）
- 月刊 マドンナハウス 2010年2月号（12月28日、若生出版）
- Don't!ドント 2010年2月号（12月28日、サン出版）仮名:川村ゆみ として掲載。

- 週刊実話 1/28号（1月14日、日本ジャーナル出版）
- FAプロ人妻艶本 愛欲（1月15日、サン出版）
- PENT-JAPANスペシャル 3月号（1月16日、ぶんか社）
- DVD人妻プレミアム VOL.3（1月18日、若生出版）
- S級素人妻の濡れ下着（1月19日、サン出版）
- ウォーC組 3月号（1月21日、サン出版）「川上ゆうと小田原日帰り不倫旅行」
- FRIDAY 2/5号（1月22日、講談社）袋とじ「癒しとエロス」
- That's DAN ザッツダン 3月号（1月22日、メディアソフト）
- 人妻 本当にあったHな話 3月号（1月29日、ぶんか社）
- マガジン・バン 3月号（1月30日、サン出版）「トラック野郎と人妻」
- 別冊コミックまぁるまん 3月号（2月6日、ぶんか社）
- メガベッピン VOL.5 DMM3月号増刊（2月8日、ジーオーティー）対談「川上ゆう＆桐原あずさ レズビアンの世界を語る！」
- 人妻熟女DX 3月号（2月10日、オデッセウス出版）
- 犯される恥じらい妻 週刊大衆臨時増刊3/12号（2月12日、双葉社）
- 特盛 人妻姦熟Comic 3月号（2月12日、メディアックス）
- 激撮 本当にあったHな話 3月号（2月13日、ぶんか社）本当にあった!?AV（アブ）ない話＝体験談を漫画化。
- PENT-JAPANスペシャル 4月号（2月16日、ぶんか社）川上ゆうさんへの50の質問。
- ゴッツ 4月号（2月17日、ワイレア出版）
- FRIDAY 3/5号（2月19日、講談社）袋とじ「2010冬季 ヌード＆SEXYの祭典 15連発」
- 艶奥MAX!プレミアム（2月19日、メディアソフト）
- ウォーC組 4月号（2月20日、サン出版）
- 本当にあった浮気話 4月号（2月23日、ミリオン出版）
- マガジン・バン 4月号（2月27日、サン出版）川上ゆう大特集号！
- Hip&Lip ヒップ＆リップ 4月号（3月6日、ワニマガジン）
- 人妻新鮮組 4月号（3月9日、竹書房）
- スパンキング倶楽部 第六号（3月12日、三和出版）
- ウォーA組Special 5月号（3月16日、サン出版）「熟れっ娘マッサージ師はキャッツアイ」
- ガチンコ 5月号（3月17日、若生出版）
- That's DAN ザッツダン 5月号（3月20日、メディアソフト）
- ウォーC組 5月号（3月20日、サン出版）
- ゲッチュDVD 5月号（3月26日、若生出版）
- 人妻熟女プレイ情報 5月号（3月26日、オデッセウス出版）
- 人妻 本当にあったHな話 5月号（3月29日、ぶんか社）「川上ゆう大百科」
- 人妻ですもの。5月号（3月29日、日本出版社）
- FRIDAY Dynamite-ダイナマイト- 4/14増刊号（3月31日、講談社）「癒してとろけて」
- リアル人妻30 5月号（4月2日、メディアソフト）
- ウォーA組 5月号（4月2日、サン出版）「川上ゆうは俺の嫁!!」
- FRIDAY 4/16号（4月2日、講談社）袋とじ「セックス天使たちの私性活」
- 艶奥MAX!プレミアム VOL.2（4月10日、メディアソフト）
- 特盛 人妻姦熟Comic 5月号（4月12日、メディアックス）
- 週刊実話 4/29号（4月15日、日本ジャーナル出版）「…江戸時代の妻たち」
- PENT-JAPANスペシャル 6月号（4月16日、ぶんか社）【実録官能小説】第6回 川上ゆう 〜人気AV女優の本当にあったHな話〜
- ゴッツ 6月号（4月17日、ワイレア出版）
- MAZi!【マジ！】6月号（4月19日、ミリオン出版）
- FLASH 5/4号（4月20日、光文社）袋とじ 〜今年「バカ売れ」AV＆ヌード全部見せる!!〜
- NEXT11×週刊実話 週刊実話増刊 6/11号（4月26日、日本ジャーナル出版）インタビュー「天性の変態性癖〜私がAV女優になった理由〜」
- 月刊 マドンナハウス 6月号（5月1日、若生出版）
- Street SUGAR ストリートシュガー 6月号（5月7日、サン出版）共演:中森玲子
- ガチンコ 7月号（5月17日、若生出版）
- 密会若妻 VOL.1（5月20日、東京三世社）AV熟女優 赤裸々インタビュー
- 『緊縛愛奴・川上ゆう』杉浦則夫SM写真集（5月21日、三和出版）祝☆初写真集！
- ザ・ベストMAGAZINE 7月号 No.312（5月25日、KKベストセラーズ）「美人妻の欲求不満パンティSEX！」
- 隷女牝犬調教【シネマジックSM写真集】（5月26日、マイウェイ出版）「首輪の奉仕犬」「ドッグカフェ」等のダイジェストを収録。
- 東京スポーツ 第16251号（5月26日、東京スポーツ新聞社）週刊熟女・煌大翔監督 談話
- ウォーA組 7月号（6月2日、サン出版）「白昼の秘めごと」
- よろめきDX ○○すぎる！カリスマ熟女癒してあげる♪（6月2日、ミリオン出版）特集「現役最艶！川上ゆうのすべて」
- FRIDAY 6/18号（6月4日、講談社）厳選「癒しの熟女ヌード」Best7人
- おむつ倶楽部写真集（6月11日、三和出版）
- 緊縛草双紙【杉浦則夫 最新撮り下ろし写真集】（6月11日、三和出版）
- カルビPOWER 7月号（6月11日、若生出版）
- PENT-JAPANスペシャル 8月号（6月16日、ぶんか社）「川上ゆうの団地妻パンティ」
- MAZi!【マジ！】8月号（6月19日、ミリオン出版）
- ウォーC組 8月号（6月21日、サン出版）
- コミックまぁるまん 8月号（6月21日、ぶんか社）
- 話王 8月号（6月22日、ぶんか社）「川上ゆうのデリヘル体験」
- SMネット 8月号 No.026（6月23日、サニー出版）
- ランジェリー ザ・ベスト【ジュリアナ】（6月24日、KKベストセラーズ）「隣のきれいな奥さんがボディコンを着たら…」
- ザ・ベストMAGAZINE 8月号 No.313（6月25日、KKベストセラーズ）「覗かれた美人妻の白昼オナニー！」
- 職業女性痴的生態図鑑 わたし、制服脱ぎます…（6月28日、ダイアプレス）辻くるみ（ウーマンインサイド）として掲載。
- 本当にあったHな話 8月号（7月6日、ぶんか社）AV女優W{ゆう}インタビュー 櫻井ゆうこ＆川上ゆう
- ベストビデオ スーパードキュメント 8月号 vol.108（7月6日、三和出版）インタビュー「ヤッパKIKA-TAN 川上ゆう」
- 隣りの三十代妻 8月号（7月9日、グローバルエディット）
- 『すべて見せます！ 川上ゆうスペシャル』（7月12日、メディアソフト）川上ゆうまるごと写真集♪
- EX MAX! SPECIAL【エキサイティングマックス！スペシャル】vol.28（7月12日、ぶんか社）「川上ゆうの女を虜にする悪魔の愛撫術」
- PENT-JAPANスペシャル 9月号（7月16日、ぶんか社）「川上ゆう大江戸歴女グラビア＆ムービー 武士の妻」
- ウォーA組Special 9月号（7月16日、サン出版）
- 月刊 NAO 9月号 Vol.49（7月21日、三和出版）インタビュー「乳首責めの女王は『イジラれ好きな体質』」
- コミックまぁるまん 9月号（7月21日、ぶんか社）
- That's DAN ザッツダン 9月号（7月22日、メディアソフト）
- 本当にあった浮気話 9月号（7月23日、ミリオン出版）
- 特撮ヒロイン大作戦 7月号 VOL.07（7月23日、ギガ）
- マガジン・バン 9月号（7月30日、サン出版）'09年10月発売の人妻艶本・乱舞「しびれくらげ〜」の再録。
- 艶めき妻 夏果【なつはて】（7月31日、サン出版）1月発売のウォーC組「〜小田原日帰り不倫旅行」の再編集短縮版を収録。
- ウォーA組 9月号（8月2日、サン出版）インタビュー「AV一直線〜アダルト業界アブない話〜 雨宮まみ×川上ゆう」
- 週刊実話 8/19-26合併号（8月4日、日本ジャーナル出版）「昭和色香大全集〜十人十色の物語」
- 美尻百景 熟れ尻ざかり（8月16日、ミリオン出版）
- ウォーA組Special 10月号（8月16日、サン出版）共演:中森玲子
- 月刊 NAO 10月号 Vol.50（8月21日、三和出版）座談会〜オンナ3人NAOヌーボ〜 村上涼子×川上ゆう×堀口奈津美
- ザ・ベストMAGAZINE 10月号 No.315（8月25日、KKベストセラーズ）2010年上半期BEST美女の高級ランジェリーヌード＆特製クリアファイル
- 特撮ヒロイン大作戦 8月号 VOL.08（8月27日、ギガ）緊急特集！夏休み特別巻末グラビア 川上ゆう
- 人妻 本当にあったHな話 10月号（8月28日、ぶんか社）
- DREAM TICKET 生撮りJK-MIX♡（8月28日、サン出版）「制服カメラ しずく」収録。
- FRIDAY 9/11増刊号 お楽しみ袋、総集編！ オール袋とじ200ページ!!（8月28日、講談社）同2/5号「癒しとエロス」の再録。
- 熟女と巨乳と溜池ゴロー！（8月31日、サン出版）
- 月刊 マドンナハウス 10月号（9月2日、若生出版）川上ゆうオリジナルピンナップ
- ザ・ベストMAGAZINE Special 10月号 No.207（9月4日、KKベストセラーズ）付録DVDに「朗読」を収録。
- 色めく吐息（9月14日、ミリオン出版）
- DVD人妻プレミアム VOL.5（9月17日、若生出版）
- COMICび〜た 11月号（9月18日、若生出版）
- 週刊アサヒ芸能 9/30号（9月21日、徳間書店）「まるごと官能AVワールド 私でイッて〜♡」インタビュー
- 特撮ヒロイン大作戦 9月号 VOL.09（9月24日、ギガ）
- 実話大報 11月号（9月30日、ジーオーティー）「やわ肌の誘惑」＆あけすけAV女優インタビュー
- めちゃイイ!! 11月号（10月2日、インデルフィン）インタビュー「私ってこんなオンナなんです…」
- マガジン WOoooo （ウォー） ! 狼 11月号（10月2日、サン出版）共演:中森玲子
- 特選人妻熟れ乳Special 週刊大衆臨時増刊11/9号（10月8日、双葉社）
- 週刊現代 10/23号（10月9日、講談社）袋とじ「癒しのラブ・マッサージ 今夜、思わぬ展開をあなたに」
- 人妻小町 ドキッ!!（10月12日、メディアソフト）
- 「らふ」 森下くるみ（10月14日、青志社）著者と8人のAV女優との対談集。
- ザ・ベスト 素人美女ガチンコ本生映像（10月14日、KKベストセラーズ）
- 艶めき妻 むせび泣き（10月14日、サン出版）
- 特選三十路妻 12月号（10月21日、笠倉出版）
- 月刊 NAO 12月号 VOL.52（10月21日、三和出版）インタビュー。
- ウォーC組 12月号（10月21日、サン出版）「M女開拓」
- 特撮ヒロイン大作戦 10月号 VOL.10（10月22日、ギガ）
- SMネット 12月号 No.028（10月23日、サニー出版）川上ゆう×奈加あきら DX歌舞伎町LIVE レポート。
- ザ・ベストMAGAZINE 12月号 No.317（10月25日、KKベストセラーズ）
- 人妻 本当にあったHな話 12月号（10月29日、ぶんか社）掲載漫画「カギ穴」のモデル＆セックス指導。
- マガジン WOoooo （ウォー） ! 狼 12月号（11月2日、サン出版）M女優羞恥座談会〜川上ゆう／和葉みれい／峰なゆか〜
- 月刊 マドンナハウス 12月号（11月2日、若生出版）
- 緊縛の巨匠 1 雪村春樹「縄みだら」（11月11日、三和出版）
- S級人妻スペシャルプレミアム（11月15日、メディアソフト）
- 週刊大衆 特別増刊 人妻197人斬りSP（11月19日、双葉社）
- 週刊大衆 12/6号（11月22日、双葉社）袋とじ「S級美熟女9人【マン尻】写真館」
- 東京ワイフ Vol.07（11月24日、大洋図書）
- 増刊大衆 12/29号（11月26日、双葉社）昭和エロチカ劇場「濡れた花びら 義姉」
- 特撮ヒロイン大作戦 11月号 VOL.11（11月26日、ギガ）
- 人妻 本当にあったHな話 2011年1月号（11月29日、ぶんか社）掲載漫画「カギ穴」後編＆付録DVDで官能小説を朗読。
- マガジン・バン 2011年1月号（11月30日、サン出版）「倒錯の邸」
- 「東京ホーシャセン」荒木経惟（12月発行、ワイズ出版）
- 本当にあったHな話 2011年1月号（12月6日、ぶんか社）
- Street SUGAR ストリートシュガー 2011年1月号（12月7日、サン出版）…マガジン・バン 3月号「トラック野郎と人妻」の再録。
- 逢引（あいびき）VOL.2 2011 JAN.（12月9日、マイウェイ出版）「秘め事」
- 人妻姦熟comic 近親相姦 2011年1月号（12月11日、メディアックス）
- PENT-JAPANスペシャル 2011年2月号（12月16日、ぶんか社）トップ美女グラビア9連発
- SMネット 2011年2月号 No.029（12月22日、サニー出版）
- FRIDAY 2011年 1/7・14号（12月24日、講談社）「ソソる美熟BODYで賞」受賞。
- 実話大報 2011年 2月号（12月28日、ジーオーティー）「背徳！喪服の女にトキめく」

- 激撮 本当にあったHな話 2月号（1月14日、ぶんか社）川上ゆう×溜池ゴロー 生ハメ撮り！
- TENGU 3月号（1月18日、ジーオーティー）タイヨー高田馬場店一日店長レポート
- 月刊 NAO 3月号 Vol.55（1月21日、三和出版）NAOヌーボ女優三人de本音対談 藤井シェリー×村上涼子×川上ゆう
- コミックまぁるまん 3月号（1月21日、ぶんか社）「愛液蠢動」
- Wooooo! 艶めき妻 3月号（1月21日、サン出版）「回春エステはいかがですか？」 ＊2010年3月「熟れっ娘マッサージ師はキャッツアイ」の再録。
- おしおき聖少女（1月25日、三和出版）
- 日刊ゲンダイ 第10312号（1月31日、日刊現代）インタビュー「私が一番感じたエッチ／川上ゆう 前編」
- 本当にあったHな話 3月号（2月6日、ぶんか社）「人妻の家で」
- 日刊ゲンダイ 第10318号（2月7日、日刊現代）インタビュー「私が一番感じたエッチ／川上ゆう 後編」
- ズバ王 3月号 vol.97（2月10日、ジーオーティー）「淫らな女は嫌いですか？」
- 熟れ母（うれまま）4月号（2月16日、メディアソフト）
- 週刊実話 3/3号（2月17日、日本ジャーナル出版）袋とじ「日帰り混浴合コンの快感5ヵ条!!」
- コミックまぁるまん 4月号（2月21日、ぶんか社）川上ゆう自宅訪問SEX
- ウォーA組 4月号（3月2日、サン出版）「手淫婦人」
- よろめき 4月号（3月9日、ミリオン出版）「アバンチュール」
- FLASH 3/29号（3月14日、光文社）「AV見てますけど、何か？【今年のアダルト界、MVPはこの3人！】」＆袋とじ「トップヌードル14人今年度【最強の1枚】」
- EXciter（エキサイター）4月号 vol.59（3月15日、インターナショナル・ラグジュアリー・メディア）インタビュー「AV女優たちの赤裸々告白」
- 月刊 NAO 5月号 Vol.57（3月19日、三和出版）レアルガールズ2011本音対談 つぼみ×川上ゆう
- 週刊アサヒ芸能 3/31号（3月22日、徳間書店）袋とじ「AV女優のプライベートSEXお見せします!! 川上ゆう」
- FLASH 4/5号（3月22日、光文社）「AV見てますけど、何か？【パラダイステレビ 春のパンツまつり】」
- 責め縄絵巻 SMネット2011年5月号増刊（3月23日、サニー出版）緊縛師・奈加あきらの世界／夢流想倶楽部ダイジェスト
- 特撮ヒロイン大作戦 4月号 VOL.15（3月25日、ギガ）
- 週刊大衆 4/11号（3月28日、双葉社）「ひとり寝に疼く柔肌」
- マガジン・バン 5月号（3月30日、サン出版）「変態プレイに溺れる美人妻の告白記」＊2010年3月「熟れっ娘マッサージ師はキャッツアイ」時のグラビア再録。
- 艶めき妻 風花（かざはな）（3月31日、サン出版）「罪深き淫行」
- もっとすごい本当のH話コレクション 5月号（4月6日、インターナショナル・ラグジュアリー・メディア）「背徳妻／川上ゆう」
- 『愛奴映像クラブ・川上ゆう』杉浦則夫撮り下ろし緊縛SM映像集（4月7日、三和出版）
- FRIDAY Dynamite-ダイナマイト- 4/27増刊号（4月13日、講談社）「癒しの完熟ヴィーナス大研究12人」
- 激撮 本当にあったHな話 5月号（4月14日、ぶんか社）「夢の共演グラビア！ 川上ゆう＆中森玲子」
- いいなり人妻（4月18日、ミリオン出版）「恭順妻との不倫旅」
- 人妻X倶楽部 6月号 vol.22（4月18日、ワニマガジン）「特集 人妻風呂」
- FLASH 5/3号（4月19日、光文社）「川上ゆう ふんわり、ふたりきり。」
- 月刊 NAO 6月号 Vol.58（4月21日、三和出版）スカパー！アダルト放送大賞授賞式をダイジェストで収録。
- 特撮ヒロイン大作戦 5月号 VOL.16（4月22日、ギガ）インタビュー「素顔のヒロインたち〜川上ゆう（前編）」
- マガジン・バン 6月号（4月30日、サン出版）「川上ゆうのぬくもりパンティ♪プレゼント」
- 週刊大衆 5/23号（5月7日、双葉社）袋とじ「人気AV女優54人おっぱい108つ」
- FRIDAY 5/27号（5月12日、講談社）袋とじ「川上ゆう＆秋野千尋 完熟Wヘアヌード」
- ふしだらすぎる半熟女（5月16日、ミリオン出版）「秘密」
- 極上人妻DX Vol.1（5月19日、三和出版）「日春淫花」
- 週刊大衆特別増刊 素人美女264人斬り見せてください!SP（5月20日、双葉社）
- 月刊 NAO 7月号 Vol.59（5月21日、三和出版）☆人気女優と夢のLOVE×LOVEバーチャルデート!!☆「川上ゆうは僕の彼女〜目黒編〜」
- 新妻発情中!! 7月号（5月21日、メディアソフト）川上ゆうインタビュー＆エロコント
- 特撮ヒロイン大作戦 6月号 VOL.17（5月27日、ギガ）インタビュー「素顔のヒロインたち〜川上ゆう（後編）」
- 週刊アサヒ芸能 6/9号（5月31日、徳間書店）川上ゆう「熟ヘア」
- 別冊コミックまぁるまん 7月号（6月7日、ぶんか社）「触発淫戯」
- よろめき 7月号（6月9日、ミリオン出版）「背徳妻の淫ら肌」
- 週刊大衆 6/27号（6月13日、双葉社）袋とじ「美女優告白【AV撮影ハプニング現場】」
- EX大衆 7月号（6月15日、双葉社）袋とじ「私たち、AV業界に転職してきました!!」
- ウォーA組Special 8月号（6月16日、サン出版）突撃インタビュー＆自作AVセルフレビュー「川上ゆうが監督業に挑戦!!」
- ゴッツ! 8月号（6月17日、ワイレア出版）「哭き濡れる幼妻〜羞恥と被虐の肉体介護〜」
- 月刊 NAO 8月号 Vol.60（6月21日、三和出版）NAO DVD ニコニコ生放送
- 『川上ゆうプライベート調教記録』（10月7日、三和出版）DVD付き
- よろめき 11月号（10月8日、ミリオン出版）付録DVD「いいなりご奉仕妻」
- 魅惑の人妻ランジェリー（10月11日、富士美出版）「卑猥なスケベ奥様のパンティ入ってます」
- FRIDAY Dynamite-ダイナマイト- 10/27増刊号（10月13日、講談社）「人気No.1ヌード袋とじ8P」
- 週刊アサヒ芸能 11/10号（11月1日、徳間書店）グラビア「川上ゆう 吐息を濡らして」
- 週刊実話 11/17号（11月2日、日本ジャーナル出版）袋とじ「射精コントロール 川上ゆうの奥義」
- ズバ王 12月号（11月10日、ジーオーティー）「大人のお痴事」
- 禁断介護（11月10日、ダイアプレス）表紙
- 週刊プレイボーイ No.51（12月5日、集英社）インタビュー記事「シゴトのこと」
- 週刊アサヒ芸能 12/29・1/5号（12月19日、徳間書店）袋とじ「輝く！2011年日本AV大賞」
- 激撮 本当にあったHな話 1月号（12月17日、ぶんか社）グラビア
- とびっきりS級OLスーパープレミアム 2012年 02月号（12月24日、海王社）表紙、グラビア
- 週刊大衆 1/9・16号（12月26日、双葉社）袋とじグラビア、インタビュー
- よろめきspecial 艶 Vol.24（12月28日、ミリオン出版）グラビア

- 週刊実話 1/26号（1月12日、日本ジャーナル出版）袋とじグラビア
- ウォーA組Special 3月号（1月17日、サン出版）対談記事「高須基仁のエロ熟道」
- 実話大報 3月号（1月30日、ジーオーティー）グラビア
- 週刊アサヒ芸能 2/9号（1月31日、徳間書店）袋とじ「川上ゆうのこたつSEXのススメ」
- 本当にあったHな話 3月号（2月6日、ぶんか社）表紙、巻頭特集グラビア
- 週刊大衆 2/27号（2月13日、双葉社）袋とじ「伝説の美裸神セレクト20」
- PENT-JAPANスペシャル 2012年4月号（2月16日、ぶんか社）表紙、グラビア
- 週刊大衆 3/12号（2月27日、双葉社）巻頭グラビア
- 週刊アサヒ芸能 3/15号（3月6日、徳間書店）グラビア
- 週刊実話 4/5号（3月23日、日本ジャーナル出版）グラビア
- 週刊大衆 4/23号（4月9日、双葉社）袋とじグラビア
- 週刊大衆 4/30号（4月16日、双葉社）グラビア
- FLASH 5/1号（4月17日、光文社）袋とじグラビア
- ゴッツ! 6月号（4月17日、ワイレア出版）グラビア
- 週刊大衆 5/7・14号（4月23日、双葉社）袋とじ「人妻大衆」
- FRIDAY Dynamite-ダイナマイト- 5/16増刊号（5月2日、講談社）袋とじ「官能の美魔女」
- 週刊アサヒ芸能 5/17号（5月7日、徳間書店）グラビア
- 増刊週刊大衆 6/26号（5月25日、双葉社）新連載「感じさせてくれますか？」（唇編）、グラビア「あなた好みに調教してくれますか？」
- FRIDAY 6/22号（6月8日、講談社）袋とじ「スーパーセレブ乳首」
- 増刊週刊大衆 7/29号（6月29日、双葉社）連載「感じさせてくれますか？」（乳房編）
- 週刊大衆 7/16号（7月2日、双葉社）袋とじ「衝撃 おっぱい事件」
- 週刊ポスト 8/3号（7月20日、小学館）グラビア「美熟女AV女優 最高の10人がこれだ」
- 週刊大衆 8/20・27号（8月6日、双葉社）グラビア、インタビュー
- 人妻本当にあったHな話 10月号（8月29日、ぶんか社）付録DVD「昼下がりの有閑ミセス」
- 実話素人人妻ホットSpecial VOL.3（8月30日、コアマガジン）表紙、グラビア
- 増刊週刊大衆 9/30号（8月31日、双葉社）連載「感じさせてくれますか？」（耳&首すじ編）
- 週刊大衆 臨時増刊 10/21号 sexyアイドル大集合SPECIAL（9月21日、双葉社）
- 増刊週刊大衆 10/28号（9月28日、双葉社）連載「感じさせてくれますか？」（脚愛撫でM奴隷？編）
- 今最高の熟女（10月1日、竹書房）グラビア、インタビュー
- 人妻DVD Dream 12月号（10月17日、三和出版）付録DVD「不妊痴療」
- 川上ゆう SM緊縛写真集 奴隷夫人（10月26日、三和出版）DVD付き
- 増刊週刊大衆 11/26号（10月26日、双葉社）連載「感じさせてくれますか？」（クリトリス編）
- 週刊アサヒ芸能 12/6号（11月27日、徳間書店）袋とじ「川上ゆうのAV撮影現場セルフリポート」
- 増刊週刊大衆 12/30号（11月30日、双葉社）連載「感じさせてくれますか？」（大陰唇&小陰唇編）
- FLASH 12/25号（12月12日、光文社）袋とじ「川上ゆう×北条麻紀 ビアンな関係」
- ウォーA組 2月号（12月28日、サン出版）付録DVD「煩悩年忘れ 百八ピストン」
- 増刊週刊大衆 1/29号（12月28日、双葉社）連載「感じさせてくれますか？」（ヴァギナ編）

- 週刊ポスト 1/18号（1月4日、小学館）「袋とじスペシャル 動く美熟女」
- 週刊大衆 1/21号（1月4日、双葉社）巻頭グラビア「川上ゆうと湯けむり不倫旅行」
- ベストビデオ スーパードキュメント 2月号（1月5日、三和出版）「DVD完全カタログ 川上ゆう」
- 増刊週刊大衆 2/26号（1月25日、双葉社）連載「感じてくれますか？」（潮吹き編）
- 人妻本当にあったHな話 3月号（1月31日、ぶんか社）表紙
- 本当にあったHな話 3月号（2月1日、ぶんか社）付録DVD「犯される！」
- 週刊大衆 2/25号（2月9日、双葉社）袋とじ「大人の可愛い 女絶頂アクメ顔50連発」
- 週刊アサヒ芸能 2/28号（2月19日、徳間書店）袋とじ「大塚咲が撮った 淫罪ポルノ写真館」
- 増刊週刊大衆 3/22号（2月22日、双葉社）連載「感じてくれますか？」（フェラチオ編）
- 人妻本当にあったHな話 4月号（2月28日、ぶんか社）付録DVD「義父は見た 嫁の蜜穴」「女医の淫乱診察」
- PENT-JAPANスペシャル 5月号（3月16日、ぶんか社）付録DVD「わけありの濡れた湯宿」
- 増刊週刊大衆 4/30号（3月29日、双葉社）連載「ゆうを感じてくれますか？」（騎乗位編）
- SMグラフマガジン コレクター VOL.1（3月30日、三和出版）「奴隷市場の女・・ノベライズ」、川上ゆう特別編集DVD付き
- 週刊実話 4/18号（4月8日、日本ジャーナル出版）袋とじ「川上ゆう貞淑妻喪服調教」
- 週刊大衆 4/22号（4月8日、双葉社）巻頭グラビア
- 週刊大衆 4/29号（4月15日、双葉社）袋とじ「AV女優秘密のOL時代写真」
- 週刊アサヒ芸能 GW合併号（4月22日、徳間書店）「愛のカ・タ・チ」SP　実録官能痴女小説　湿地ぬらぬら列車
- 週刊実話 5/9・16特大号（4月25日、日本ジャーナル出版）袋とじ「川上ゆう直伝 女を虜にするSEX」
- 増刊週刊大衆 5/26号（4月26日、双葉社）連載「ゆうを感じてくれますか？」（バック編）
- コミックまぁるまん 7月号（5月21日、ぶんか社）
- 増刊週刊大衆 6/30号（5月31日、双葉社）連載「ゆうを感じてくれますか？」（正常位編）
- シネマジックSM写真集「奴隷市場の女」（6月22日、三和出版）DVD付き
- 週刊実話 7/11号（6月27日、日本ジャーナル出版）袋とじ「川上ゆう監禁密室鑑賞」
- 増刊週刊大衆 7/28号（6月28日、双葉社）連載「ゆうを感じてくれますか？」
- 週刊ポスト 7/12号（7月1日、小学館）グラビア官能小説　川上ゆう×うかみ綾乃
- 増刊週刊大衆 8/27号（7月26日、双葉社）連載「ゆうを感じてくれますか？」
- 週刊大衆 8/5号（7月22日、双葉社）袋とじ「実録 熟女たちの背徳セックス白書」
- 週刊大衆 8/12号（7月29日、双葉社）グラビア（沢渡朔 撮影）
- 週刊実話 8/22・29合併号（8月8日、日本ジャーナル出版）袋とじ「川上ゆう　艶美な夕涼み」
- FRIDAY Dynamite-ダイナマイト- 8/29増刊号（8月16日、講談社）袋とじ「JKJ神イレブン」
- コミックまぁるまん 10月号（8月21日、ぶんか社）表紙と付録DVD「麗しき淫乱未亡人」
- 人妻本当にあったHな話 10月号（8月29日、ぶんか社）付録DVD「人妻どんぶり」「真夜中の未亡人」
- 増刊週刊大衆 9/29号（8月30日、双葉社）連載「ゆうを感じてくれますか？」
- 本当にあったHな話 10月号（9月6日、ぶんか社）付録DVD「未亡人温泉」
- 別冊コミックまぁるまん 10月号（9月6日、ぶんか社）表紙と付録DVD「倦怠期解消　激甘セックス講座」
- 週刊大衆臨時増刊 10/13号（9月18日、双葉社）表紙とグラビア
- アサヒカメラ 10月号（9月20日、朝日新聞出版）表紙、特集グラビア「根岸にて。」
- 増刊週刊大衆 10/27号（9月27日、双葉社）連載「ゆうを感じてくれますか？」（手コキ編）
- 本当にあったHな話 11月号（10月4日、ぶんか社）付録DVD「寿司屋の淫乱女房」
- FLASH 10/22号（10月7日、光文社）「新感覚グラビア　ポルノ文学　美女美食」
- 週刊大衆 10/21号（10月7日、双葉社）2014年AV女神カレンダー早出しショット
- 増刊週刊大衆 11/26号（10月25日、双葉社）連載「ゆうを感じてくれますか？」（上半身編）
- 週刊大衆 12/2号（11月18日、双葉社）巻頭グラビア
- アサヒカメラ特別編集 NUDE!（11月20日、朝日新聞出版）沢渡朔特集グラビア「雨」
- 増刊週刊大衆 12/29号（11月29日、双葉社）連載「ゆうを感じてくれますか？」（下半身編）
- 月刊DMM 2014年2月号（12月21日、ジーオーティー）インタビュー記事「ありがとうボクらのレジェンド女優様」
- 楽しい三十路体験 2014年2月号（12月26日、マイウェイ出版）表紙
- 増刊週刊大衆 1/28号（12月27日、双葉社）連載「ゆうを感じてくれますか？」（膣内&外編）
- 人妻百花 VOL.19（12月27日、若生出版）表紙とグラビア

- 週刊大衆 1/27号（1月11日、双葉社）グラビア「三十路の微熱」
- 週刊実話 1/30号（1月16日、日本ジャーナル出版）インタビュー
- 壮快 3月号（1月16日、マキノ出版）特集記事「男も女も人生が変わる！性力アップ術」
- とびっきりS級OLスーパープレミアム 2014年 03月号（1月23日、海王社）表紙、グラビア、付録DVD（過去の作品）
- 実話大報 3月号（1月30日、ジーオーティー）表紙、グラビア、インタビュー
- 増刊週刊大衆 2/28号（1月31日、双葉社）連載「ゆうを感じてくれますか？」（ソフトSM編）
- 本当にあったHな話 3月号（2月6日、ぶんか社）付録DVD「人妻の淫らな肉体」
- 週刊大衆臨時増刊 3/14号（2月14日、双葉社）グラビア「湯の宿忍び逢い」
- コミックまぁるまん 4月号（2月21日、ぶんか社）付録DVD「単身赴任の夫と好き者の妻／欲張りな未亡人」
- 増刊週刊大衆 3/28号（2月28日、双葉社）連載「ゆうを感じてくれますか？」（前立腺マッサージ編）
- 本当にあったHな話 4月号（3月6日、ぶんか社）付録DVD「夫の出張帰りで燃える　好きもの妻」
- 週刊ポスト 3/21号（3月10日、小学館）グラビア「川上ゆう×沢渡朔　アナログなエロカメラ」
- 週刊プレイボーイ No.13（3月17日、集英社）インタビュー記事「生涯最高セックス」
- SPA！4/1号（3月25日、扶桑社）グラビア「グラビアン魂」
- 増刊週刊大衆 4/29号（3月28日、双葉社）連載「ゆうを感じてくれますか？」（シックスナイン編）
- 人妻本当にあったHな話 5月号（3月28日、ぶんか社）付録DVD「訪問販売の美人妻」「よろめき陶芸教室」
- PENT-JAPANスペシャル 6月号（4月16日、ぶんか社）付録DVD「人妻は、くのいち」
- 別冊本当にあったHな話 6月号（4月21日、ぶんか社）付録DVD「寝取られ人妻レポーター」
- 増刊週刊大衆 5/25号（4月25日、双葉社）連載「ゆうを感じてくれますか？」（座位編）
- 壮快 7月号（5月16日、マキノ出版）特集記事「男も女も超元気！生きる力が漲る甦る！性力アップ術」
- 別冊本当にあったHな話 7月号（5月21日、ぶんか社）付録DVD「ハンディカメラからこんにちは 川上ゆう編」
- 週刊大衆 6/9号（5月26日、双葉社）袋とじ「禁断の緊縛カット」（沢渡朔 撮影）
- 週刊実話 6/12号（5月29日、日本ジャーナル出版）袋とじ「秘密の母屋」（大塚咲 撮影）
- 増刊週刊大衆 6/29号（5月30日、双葉社）連載「ゆうを感じてくれますか？」（変則体位編）
- 壮快Z（5月31日、マキノ出版）壮快ムックシリーズ「男も女も人生が変わる！性力アップ術」付録DVD
- 実話時報ゴールデン 7月号（6月13日、竹書房）「グラビア官能ノベルズ　特別な客」
- 週刊大衆臨時増刊 7/19号（6月19日、双葉社）グラビア「羞恥の果てに・・・」
- アサヒカメラ 7月号（6月20日、朝日新聞出版）表紙、特集グラビア「夜 at night」（沢渡朔 撮影）
- 増刊週刊大衆 7/27号（6月27日、双葉社）連載「ゆうを感じてくれますか？」（パイズリ編）
- 素人Onlyプラム BOOK vol. 5（6月28日、ダイアプレス）グラビア「昼下がりの誘惑」
- 週刊ポスト 7/18号（7月7日、小学館）グラビア「カリスマ熟女が魅せるエッチなアート・ヌード」
- 週刊大衆特別増刊 2014年8月号（7月11日、双葉社）グラビア妄想劇場「仕事着を脱いだ女神たち」
- 週刊アサヒ芸能 7/31号（7月22日、徳間書店）グラビア「色情」
- 週刊プレイボーイ 8/4号（7月22日、集英社）グラビア「今、ニッポンで一番エロい女」
- 発情!人妻温泉宿（7月22日、マイウェイ出版）グラビア、付録DVD「本性さらす不倫旅」
- プレイコミック 9月号（7月25日、秋田書店）袋とじグラビア「妄想酒場淫タビュー」
- 増刊週刊大衆 8/26号（7月25日、双葉社）連載「ゆうを感じてくれますか？」（足&尻コキ編）
- マニア倶楽部 9月号（7月26日、三和出版）MCグラビア「饗応女優」
- FRIDAY 8/15号（8月1日、講談社）袋とじ「縛られヘアヌード」
- an・an(アンアン)No.1917 2014.8.13-20（8月6日、マガジンハウス）SEXと快感の達人に教えてもらう、愛と官能の究極コントロール術
- 週刊大衆 9/1号（8月18日、双葉社）女優たちが見たヘンリー塚本作品 美熟女3人桃色座談会
- 壮快 10月号（8月16日、マキノ出版）特集記事「男も女も性を満喫！人生が変わる！真夏の性力大爆発」
- SMグラフマガジン コレクター VOL.4（8月30日、三和出版）「美しき生贄」川上ゆう主演DVD付き
- 増刊週刊大衆 9/30号（8月29日、双葉社）連載「ゆうを感じてくれますか？」（スマタ編）
- 週刊実話 9/25号（9月10日、日本ジャーナル出版）袋とじグラビア「疼き妻」（大塚咲 撮影）
- 週刊大衆 9/29号（9月13日、双葉社）袋とじグラビア「エロすぎ女体診察」、大反論「Gスポットはありまぁ〜す！」
- からだにいいこと 11月号（9月16日、祥伝社）性格のSMタイプ別で夫は操縦できる
- FRIDAY 10/10号（9月26日、講談社）袋とじ「極上の熟女湯ヌード」
- おとこの粋時間 vol. 2（9月18日、コスミック出版）表紙、グラビア
- 増刊週刊大衆 10/26号（9月26日、双葉社）連載「ゆうを感じてくれますか？」（側位編）
- 週刊大衆 10/20号（10月6日、双葉社）袋とじ企画「人気AV女優「スーパー女性器」10選」
- 週刊アサヒ芸能 10/23号（10月14日、徳間書店）グラビア「本能の疼くままに・・・」（大塚咲 撮影）
- 増刊週刊大衆 11/30号（10月31日、双葉社）連載「ゆうを感じてくれますか？」（女性が好きなアダルトグッズ編）
- 週刊実話 11/20号（11月6日、日本ジャーナル出版）レジェンドAV女優7人がこっそり教える「新SEXのつぼ」入門
- 本当にあったHな話 12月号（11月6日、ぶんか社）グラビア「人妻・・・・・・のぞかれて」
- 週刊ポスト 11/21号（11月10日、小学館）記事「AVとあえぎ声の深すぎる関係」
- 壮快 2015年1月号（11月15日、マキノ出版）袋とじ　老眼、近視の視力が向上すると眼科医も推奨、性力、やる気がわき出る　《飛び出すヌード大公開》
- 告白! 近親相姦（11月19日、コスミック出版）表紙
- アサヒカメラ特別編集 ヌードと写真（11月20日、朝日新聞出版）沢渡朔特集グラビア「タブー」・沢渡朔×川上ゆう 対談
- 週刊大衆 12/8号（11月22日、双葉社）グラビア「若妻たちの匂いたつヘアヌード」
- 増刊週刊大衆 12/28号（11月28日、双葉社）連載「ゆうを感じてくれますか？」（後戯編）連載終了
- 壮快Z2（12月1日、マキノ出版）壮快ムックシリーズ「長生きしたけりゃ性を楽しめ！」付録DVD、袋とじグラビア
- 週刊プレイボーイ No.51（12月8日、集英社）インタビュー記事「中イキSEX革命」
- 緊縛折檻美 5（12月18日、大洋図書）
- 週刊大衆 1/5,12号（12月22日、双葉社）グラビア 2014年 熟女ベスト美裸身
- SPA！12/30,1/16号（12月22日、扶桑社）グラビアン魂アワード2014 みうらじゅん個別賞「なんという色気で賞」
- FRIDAY Dynamite-ダイナマイト- 1/12増刊号（12月29日、講談社）袋とじ「熟女神11」

- 週刊プレイボーイ 新春特大号 No.3,4 （1月5日、集英社）グラビア「情交。」（笠井爾示 撮影）
- FLASH 1/27号（1月13日、光文社）袋とじ「悦楽NUDE」ベスト（沢渡朔撮影写真集より）
- 本当にあったHな話 3月号（1月29日、ぶんか社）撮り下ろしムービー「親友の奥さん」「義母の盛んな性欲」
- 宝島 3月号（1月24日、宝島社）グラビア「濡れる裸婦」（沢渡朔撮影写真集より）
- 週刊大衆 2/16号（2月2日、双葉社）グラビア　人気AV女優「誘惑の美裸身」
- 週刊大衆 3/2号（2月16日、双葉社）袋とじ企画「人気AV女優12人桃尻番付」
- 宝島 4月号（2月25日、宝島社）官能座談会（川上ゆう、加納綾子、白木優子）性を極めた「熟女AV女優」が激論「最高のセックス」とは何か？
- 黄金のGT 4月号（2月26日、晋遊舎）インタビュー記事「エロきれいな熟女大集合」
- 本当にあったHな話 4月号（3月6日、ぶんか社）付録DVD「ゆう先生は人妻家庭教師」
- 週刊大衆 3/23号（3月9日、双葉社）グラビア「極上Dカップ美女ヘアヌード総覧」
- 週刊実話 4/2号（3月19日、日本ジャーナル出版）背徳エロス袋とじ「一泊限定 愛人契約」
- 週刊プレイボーイ No.15 （3月30日、集英社）記事「AV女優が告白する 撮影中に仕事を忘れたアノ瞬間 レズビアン編」
- FLASH 4/28号（4月24日、光文社）袋とじ企画 人気AV女優が生涯最高のHを喘ぎながら朗読「ドキドキワクワクの12分」
- 別冊本当にあったHな話 6月号（4月21日、ぶんか社）付録DVD「ハンディカメラからこんにちは」
- 増刊週刊大衆 5/24号（4月24日、双葉社）グラビア「欲しがり上手」（大塚咲 撮影）
- 週刊実話 5/14-21合併号（4月28日、日本ジャーナル出版）グラビア「女将の秘め事」
- 週刊プレイボーイ No.22 （5月18日、集英社）記事「今こそ見直せペッテイング超入門」
- フォトテクニックデジタル 6月号（5月20日、玄光社）グラビア「現在進行形ヌード写真」（大塚咲 撮影）
- 増刊週刊大衆 6/30号（5月29日、双葉社）新連載「I 罠 LOVE YOU〜ユウの性長DIARY〜」第一章「記憶の中のアノ人」
- 週刊大衆 6/15号（6月1日、双葉社）連載コーナー「旬AV女優ニュース」
- 週刊大衆 6/22号（6月8日、双葉社）グラビア「熟女界の3大美女神 官能ヌード」
- FRIDAY 6/26号（6月12日、講談社）袋とじ「日本一癒される33歳の裸」（大塚咲 撮影）
- 週刊アサヒ芸能 6/25号（6月16日、徳間書店）企画「川上ゆうネクタイSM入門」
- アサヒカメラ 7月号（6月20日、朝日新聞出版）表紙、巻頭グラビア「AV女優 川上ゆう」（沢渡朔 撮影）
- 増刊週刊大衆 7/26号（6月26日、双葉社）連載「I 罠 LOVE YOU〜ユウの性長DIARY〜」第二章「イケナイ好奇心」
- ヌードアーカイブス2013-2015（6月26日、玄光社）グラビア（大塚咲 撮影）
- 週刊アサヒ芸能 7/9号（6月30日、徳間書店）グラビア撮りおろし「オイリーヘア」
- 激撮 本当にあったHな話 8月号（7月14日、ぶんか社）表紙、付録DVD「堕ちた人妻OL」
- 別冊 本当にあったHな話 9月号（7月21日、ぶんか社）付録DVD「川上ゆう撮影会　潜入動画公開」
- 増刊週刊大衆 8/30号（7月31日、双葉社）連載「I 罠 LOVE YOU〜ユウの性長DIARY〜」第三章「とまどうキモチ」
- 週刊現代 9/5号（8月24日、講談社）グラビア　芸術ヌード「湿る女体」写真家・沢渡朔×川上ゆう
- 週刊アサヒ芸能 9/3号（8月25日、徳間書店）川上ゆう写真集「W [ウーマン]」先行公開
- FRIDAY 9/11号（8月28日、講談社）袋とじ「おんな33歳のSEX」－熟女界の優香、禁断と背徳のヘアヌード
- 増刊週刊大衆 9/29号（8月28日、双葉社）連載「I 罠 LOVE YOU〜ユウの性長DIARY〜」第四章「新たなトビラ」
- ウォーA組 10月号（9月2日、マガジンマガジン社）グラビア「儚い情事」、付録DVD「浮浪者に囚われた高慢社長夫人」
- 週刊ポスト 9/18号（9月7日、小学館）グラビア「女の核心」（大塚咲 撮影）
- 別冊 本当にあったHな話 11月号（9月16日、ぶんか社）一冊まるごと企画「川上ゆうチャンだらけの8時間」
- 週刊実話 10/8号（9月24日、日本ジャーナル出版）グラビア「しとど濡れ」
- 増刊週刊大衆 10/25号（9月25日、双葉社）連載「I 罠 LOVE YOU〜ユウの性長DIARY〜」第五章「気になるアノ人」
- 週刊大衆 10/19号（10月5日、双葉社）巻頭グラビア（大塚咲 撮影）
- 増刊週刊大衆 11/29号（10月30日、双葉社）連載「I 罠 LOVE YOU〜ユウの性長DIARY〜」第六章「ワタシの奥行き」
- 週刊現代 11/7号（10月26日、講談社）特集記事 「大人のセックス」へようこそ／美女たちが実名で告白
- 人妻DVD Dream 12月号（11月2日、三和出版）表紙、巻頭グラビア、付録DVDにインタビュー収録
- MCIRCUS MAX 12月号（11月10日、KKベストセラーズ）グラビア（大塚咲 撮影）
- 週刊プレイボーイ No.48 （11月16日、集英社）記事　潮吹きを凌駕！「ハメ潮」全方位解説
- 週刊大衆 12/7号（11月21日、双葉社）巻頭グラビア　熟女温泉「湯けむりSEX」の旅
- 増刊週刊大衆 12/27号（11月27日、双葉社）連載「I 罠 LOVE YOU〜ユウの性長DIARY〜」第七章「ソノ先にあるもの」
- FLASH 12/29号（12月15日、光文社）「日本が奮い立つ美女100人」
- 別冊秘性　女神の愛　第10号（12月18日、三和出版）
- 週刊アサヒ芸能 12/17・1/7号（12月21日、徳間書店）袋とじグラビア
- 週刊ポスト 1/1・8号（12月21日、小学館）袋とじグラビア「2015この写真集がエロい！」、インタビュー記事「今年一番感じたプライベートSEX」
- 週刊大衆 1/4・11号（12月24日、双葉社）袋とじ　2016年お年玉プレゼント
- 増刊週刊大衆 1/26号（12月25日、双葉社）連載「I 罠 LOVE YOU〜ユウの性長DIARY〜」最終章「もっとイイ女に」

- 週刊実話 1/21号（1月7日、日本ジャーナル出版）インタビュー記事「レジェンド女優が濡れた!最高のSEX」
- S&M スナイパー 2016 Spring（1月25日、大洋図書）付録DVD「川上ゆう撮影現場レポート」
- 人妻 本当にあったHな話 2016年3月号（1月29日、ぶんか社）付録DVD「ゆうチャンネル」
- ザ・ベストマガジン Special 2016年3月号（2月5日、KKベストセラーズ）表紙、グラビア、付録DVD
- 週刊プレイボーイ No.9（2月15日、集英社）袋とじグラビア（沢渡朔 撮影）共演：北条麻妃、篠田あゆみ
- 週刊大衆 3/21号（3月7日、双葉社）グラビア（大塚咲 撮影）
- FRIDAY Dynamite-ダイナマイト- 4/18増刊号（4月4日、講談社）企画記事「いちばんヌケる！AV熟女を決めようじゃないか」
- 別冊秘性　女神の愛　第11号（4月26日、三和出版）
- 週刊実話 5/12・19合併号（4月27日、日本ジャーナル出版）袋とじグラビア「セレブ奥様」
- シネマジック特選作品集　恥辱の奴隷花（5月9日、三和出版）
- FUJIFILM X-Pro2 パーフェクトガイド（5月17日、玄光社）グラビア（沢渡朔 撮影）
- 週刊実話 6/23号（6月9日、日本ジャーナル出版）グラビア「汗ばむ人妻」
- 週刊ポスト 7/15号（7月4日、小学館）袋とじグラビア「元AV女優が撮った　川上ゆう」（大塚咲 撮影）
- 昭和人妻　夏の情交　8月号（7月4日、日本ジャーナル出版）
- 週刊大衆 8/1号（7月16日、双葉社）袋とじグラビア　「ザ・美尻」
- しつけ 3  淫らな肉体を姦す恥辱の縄（7月22日、三和出版）
- 川上ゆう緊縛写真集（7月27日、大洋図書）
- 週刊大衆 9/19号（9月5日、双葉社）袋とじグラビア　「美ヒップ秋の祭典」
- 週刊大衆 10/10号（9月26日、双葉社）袋とじグラビア　艶熟女優8人「禁断のSEX」㊙フォト
- 週刊アサヒ芸能 10/13号（10月4日、徳間書店）川上ゆう×田淵正浩　読めばたちまち精力アップ対談
- 週刊大衆 10/24号（10月8日、双葉社）グラビア　「淫らな夜」
- 週刊プレイボーイ No.44（10月17日、集英社）記事「君の縄。緊縛AV名作選」インタビュー掲載

- 週刊大衆 12/25号（12月11日、双葉社）袋とじ「美熟女カレンダー」

- 人妻 本当にあったHな話 8月号（6月29日、ぶんか社）表紙、付録DVD「グラビア撮影風景＆インタビュー」

- 人妻 本当にあったHな話 3月号（1月29日、ぶんか社）ラビリンス店内収録「ゆうチャンネル」
- 週刊大衆 2/18号（2月4日、双葉社）巻頭グラビア
- 人妻 本当にあったHな話 4月号（2月28日、ぶんか社）表紙、グラビア
- 週刊大衆 3/25号（3月11日、双葉社）グラビア
- 週刊ポスト 4/5号（3月25日、小学館）グラビア企画 「美熟女４８総選挙」
- 週刊大衆 4/29号（4月15日、双葉社）袋とじ「令和元年カレンダー」
- 週刊アサヒ芸能 5/2・9号（4月23日、徳間書店）川上ゆう×北条麻妃×一条綺美香　絶倫AV熟女「悶絶女子会」
- 人妻 本当にあったHな話 6月号（4月27日、ぶんか社）グラビア
- 人妻 本当にあったHな話 7月号（5月29日、ぶんか社）表紙、「ゆうチャンネル」
- 週刊大衆 10/7号（9月20日、双葉社）秋の人妻ヘアーヌード「添い寝」カレンダー

- 週刊大衆 2/17号（2月3日、双葉社）人妻6人ヘアーヌードカレンダー
- 週刊大衆 2/24号（2月10日、双葉社）巻頭グラビア

- 週刊大衆 10/11号（9月27日、双葉社）熟女ヘアヌード特大カレンダー
- 週刊大衆 12/13号（11月29日、双葉社）グラビア「令和カリスマ熟女5人」

- 実話BUNKAタブー 2022年3月号（1月15日、コアマガジン）川上ゆう超ヌケる傑作ベスト15
- 週刊実話 2/3号（1月20日、日本ジャーナル出版）袋とじグラビア「むち尻を召し上がれ」

### アダルトグッズ
- 私の中に出して… 川上ゆう（2013年8月30日、TIARA）※非貫通オナホール
- Reality 川上ゆう（2013年9月25日、EXE）※非貫通オナホール
- 純淫 川上ゆう三十路熟女名器（2015年12月24日、ルビー）※DVD付きオナホール
- 美姫伝説 川上ゆう（2018年3月30日、ケイ・エム・プロデュース）※生写真＆ローション付き非貫通オナホール
- 完全再現 極・熟女尻DX 川上ゆう(2021年6月30日、グローバルメディアエンタテインメント）※ランダムでパンティ＆パンティ着用チェキ＆使い切りローション付き非貫通オナホール

## テレビ
- 特命係長 只野仁 ファイナル 第2夜「封筒の中身」（2012年1月7日、テレビ朝日）
- おんせん女優（2012年7月、エンタメ〜テレ）
- せんべろ女とホルモンおやじ #7（2013年5月17日、フジテレビONE TWO NEXT） - 初音みのり、里美ゆりあと共演
- Sweet Angel（2013年10月、MONDO TV）
- 匿名探偵 第2期（2014年7月4日 - 9月5日、テレビ朝日） - 久美 役[13]
- 他人のSEXで生きてる人々3（2022年10月 - 11月、CSヌーヴェルパラダイス） - サブMC

### インターネット放送
- トイズハートプレゼンツ「パリッコの飲み行く！？」（2018年1月24日、YouTube トイズハートチャンネル）＊第４回ゲスト[14][15]
- トイズハートプレゼンツ「ハートの部屋（仮）」 第４４回[16]（2018年11月06日ゲスト出演、ニコニコ生放送）[17]

## インタビュー
- 【人気AV女優がYUIRAのおもちゃをお試し！】川上ゆうさんが電マでイッちゃう！？美熟女・川上ゆうさんが人気電マ『極天-Kiwamiten-』をお試し！『オナニーのときクリを弄るとどうしても中にキュッとしたものが欲しくなっちゃうんですよ。野菜を入れちゃったことありますもん。ナスとか……』(2021年9月3日、FANZAニュース)[18][19]
- 【人気AV女優がYUIRAのおもちゃをお試し！】川上ゆうさん『YUIRA Impulse ユイラ インパルス』をお試し！美熟女・川上ゆうさんが人気の電動オナホ『YUIRA Impulse ユイラ インパルス』をお試し！「私が男の人に使ってあげるとしたら、普段気持ち良いと思っているポイントとは少しずらして、焦らしちゃったりするんじゃないかな。途中でスポッて抜いちゃったりとか（笑）」(2021年9月17日、FANZAニュース)[20][21]